# Cywilizacja Majów

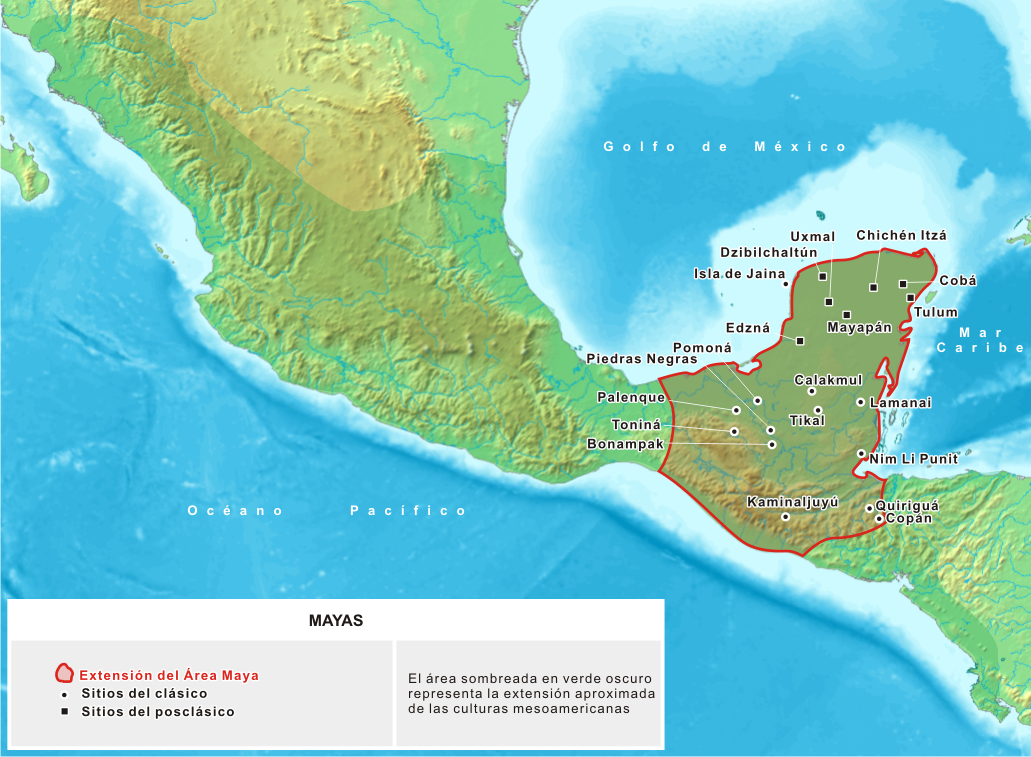
Mapa terytoriów zajętych historycznie przez ludy mówiące językami Majów

Cywilizacja Majów – cywilizacja rolnicza i miejska, pozostająca technologicznie na poziomie epoki kamienia, stworzona w czasach prekolumbijskich na obszarach Mezoameryki przez ludy z grupy językowej Majów.
Cywilizacja Majów, pomimo dużego obszaru zamieszkanego przez tę grupę językową i braku wspólnego państwa, posiada wiele cech wspólnych.
Ponieważ większość współczesnej literatury majanistycznej wydawana jest w języku angielskim lub hiszpańskim, a jak dotąd nie utrwaliła się analogiczna polska terminologia fachowa, w tym artykule część ważniejszych terminów jest także podana w swym oryginalnym lub angielskim brzmieniu przy równoczesnym oznaczeniu ich kursywą. W taki sam sposób oznaczono terminy w językach Majów, nie będące imionami własnymi lub nazwami geograficznymi.

## Źródła

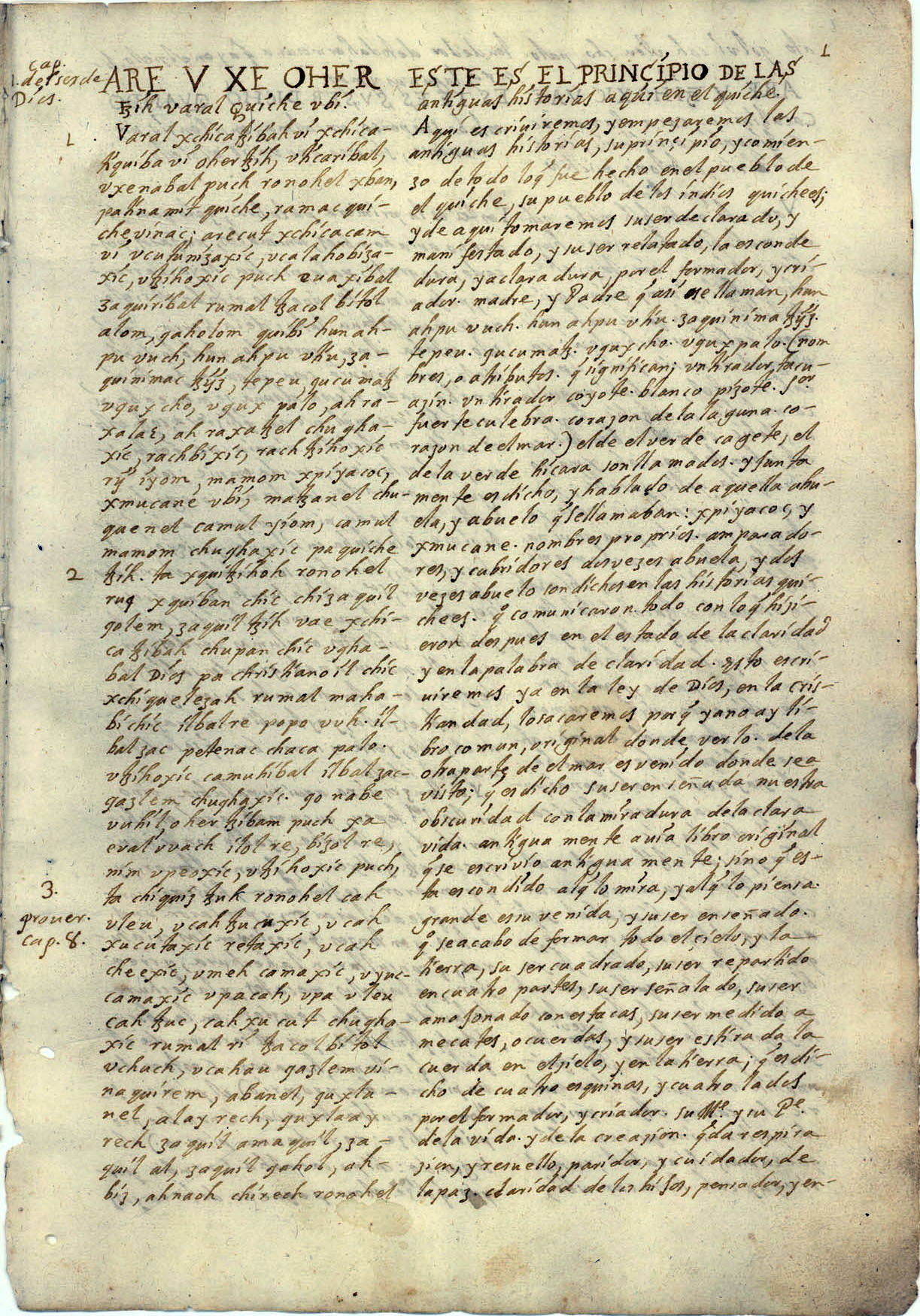
Rękopis Popol Vuh z epoki kolonialnej – spisany w języku kicze (Majów z wyżyn Gwatemali) i hiszpańskim, alfabetem łacińskim.

Cywilizacja Majów weszła w swój okres schyłkowy jeszcze przed podbojem hiszpańskim. Upadły wielkie centra kulturowe i większość miast, duża część ludności przeniosła się do niewielkich wiosek z drewnianymi chatami. Majowie zachowali jednak swoje wierzenia, mity i złożoną, hierarchiczną strukturę społeczną,  wreszcie znajomość pisma. Konkwistadorzy narzucili podbitej ludności nowe ramy administracyjne, a przede wszystkim religię i częściowo język. Misjonarze spalili wszystkie pisma Majów utrwalone na nietrwałych materiałach – drewnie, skórze i papierze. Tubylcom zakazano posługiwania się własnym pismem i jego znajomość po krótkim czasie wygasła.
Do dziś zachowały się cztery kodeksy Majów, będące prawdopodobnie kopiami średniowiecznych ksiąg, sporządzonymi tuż przed i tuż po podboju. Dzięki kodeksom możliwe było odczytanie, przynajmniej częściowe, pisma Majów, które pokrywa ściany niektórych świątyń, schody, stele i inne przedmioty. Hieroglify były kute w kamieniu, formowane w tynku (sztukaterie), malowane na tynku, ryte na drewnianych tablicach i ceramice oraz grawerowane na ozdobach z jadeitu, muszli i kości.
Drugą grupą źródeł są dokumenty napisane w języku Majów alfabetem łacińskim w epoce kolonialnej. Obejmują one księgi religijne (Popol Vuh, Chilam Balam), wykorzystywane do sprawowania rytuałów dawnej wiary (często w tajemnicy przed władzami świeckimi i kościelnymi), kroniki historyczne (Anales de los Cakchiqueles) i genealogie, uzasadniające prawa indiańskiej arystokracji do ziem w obliczu korony hiszpańskiej (Título de Totonicapán).
Za trzeci typ źródeł należy uznać relacje hiszpańskich konkwistadorów i duchownych, prowadzących ewangelizację podbitych ludów Mezoameryki (Relación de las cosas de Yucatán biskupa Diego de Landa), a także sporządzone przez kolonizatorów słowniki języków tubylczych (Diccionario de Motul).
Czwartym rodzajem źródeł są podania współczesnych Majów, ich folklor, który przechowuje część dawnych wierzeń, a nawet prekolumbijskie systemy kalendarzowe.
Piąta grupa, to źródła archeologiczne, zarówno stale odkrywane w dżungli monumentalne budowle – pałace, świątynie, piramidy, mniejsze pozostałości – ołtarze, pokryte reliefami stele, kolumny, trony, sarkofagi, pozostałości chat zamieszkanych przez niższe warstwy społeczne, dróg, systemów irygacyjnych, wreszcie drobne artefakty – broń, biżuteria, narzędzia, naczynia, pochówki. Znaczna część tych znalezisk jest pokryta znakami pisma logograficznego Majów (glifami), w tym datami kalendarzowymi - pozwala to zrekonstruować historię dynastyczną, elementy organizacji społecznej i rytuałów.

## Geografia
Zakłada się, że w starożytności Majowie zamieszkiwali ten sam obszar, co obecnie, choć znane są wędrówki poszczególnych plemion w czasach historycznych.
Region zamieszkany przez Majów dzieli się na trzy główne krainy historyczne:
- Obszar Północny obejmujący większość właściwego półwyspu Jukatan, głównie rozległe, krasowe, równinne niziny wapienne, w granicach meksykańskich stanów Jukatan, Campeche i Quintana Roo. Północna część półwyspu porośnięta jest przez niskie, kserofilne lasy i kolczaste zarośla, przechodzące ku południowi w tropikalny las podzwrotnikowy. Północna część obszaru pozbawiona jest zupełnie rzek i jezior, zaś jedynym źródłem wody są naturalne studnie (cenote)[3], zaś na terenach pozbawionych takich studni (np. na wzgórzach Puuc), miejscowa ludność była zmuszona do wykuwania w skale zbiorników na wodę deszczową (chultunes).
- Obszar Centralny obejmujący większość współczesnego terytorium Belize, północną, nizinną część Gwatemali (El Petén), południowe rejony meksykańskiego stanu Campeche, oraz pas ziemi od południowej granicy Belize i zachodniego Hondurasu, wzdłuż zlewiska rzeki Usumacinta aż do jej ujścia do Atlantyku (część meksykańskich stanów Chiapas i Tabasco). Obszar ten zajęty jest przez niziny i niskie wzgórza, porośnięte tropikalnym lasem podzwrotnikowym (Selva Maya), miejscami o charakterze nizinnego lasu deszczowego, a u ujścia rzek w Belize są to obszary podmokłe lub wręcz bagienne.
- Obszar Południowy obejmujący pas łańcuchów górskich i wulkanów, mniej więcej od granic Salwadoru po wybrzeże atlantyckie stanu Tabasco oraz wąską nizinę nadmorską ciągnącą się wzdłuż wybrzeża Pacyfiku. Większa część tego obszaru znajduje się dziś w Gwatemali i częściowo w meksykańskim stanie Chiapas. Pierwotną roślinność tego terenu stanowią lasy dębowe, lasy sosnowe i górskie lasy mgliste[4].

## Historia

### Okres preklasyczny (2000 p.n.e. – 200 n.e.)

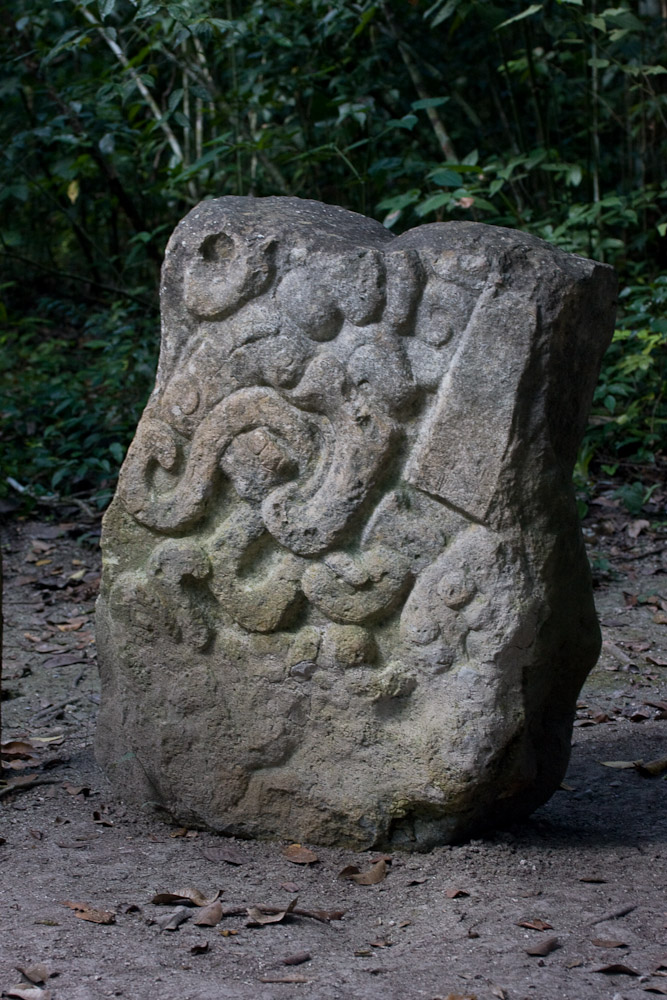
Stela nr 2 na preklasycznym stanowisku El Mirador.

Do najstarszych, a przy tym najlepiej poznanych osad, należy Cuello w północnym Belize, pierwsza znana osada Majów okresu Preklasycznego, datowana na 1200 r. p.n.e..
Spośród wielu stanowisk na obszarze południowym do najważniejszych należą: La Blanca, El Baúl, Balberta, Monte Alto, Takalik Abaj, Izapa i Kaminaljuyú.
Z lat 1200–900 p.n.e. pochodzą jedne z pierwszych kamiennych stel i ołtarzy, znalezione w El Mirador na obszarze Petén.
W Cuello w latach 1200–400 p.n.e. budowano domostwa z materiałów organicznych, które nie zachowały się z powodu ciepłego, wilgotnego klimatu. Ok. 900 r. p.n.e. zaczęto wznosić drewniane domy na niskich, ziemnych platformach. Domy miały owalny kształt, a ściany z desek lub z plecionki i podłogi powlekano rodzajem wapiennego tynku.
W okresie 900–650 p.n.e. w Colha, Kaxob i Seibal istniały place ceremonialne. W tych miejscowościach, a także w rejonie Palenque zaznaczają się wpływy rozwijającej się równolegle kultury olmeckiej.
Między 800 a 400 r. p.n.e. w bagnistej dolinie El Mirador zaczęto rozbudowywać miasta na terenach zalewanych w porze deszczowej. Aby je uchronić od powodzi zaczęto stawiać domy na nasypach. Również na nasypach zaczęto budować utwardzone drogi – sacbé. Drogi łączyły kompleksy w obrębie miast, jak i łączyły poszczególne miasta. Nasypy miały wysokość do 4 m i szerokość do 20 m, a mogły się ciągnąc na długości ponad 20 km.
W środkowym okresie preklasycznym (1000–300 p.n.e.) na równinach rozwijały się El Mirador, Tikál, Altar de Sacrificios, La Lagunita, Rio Azul, Dzibilchaltún i Nohoch Ek.
W tym okresie na wybrzeżu Pacyfiku i wyżynach Gwatemali pojawiło się wiele elementów typowych dla późniejszej kultury Majów. Prawdopodobnie dzięki ożywionym kontaktom handlowym między poszczególnymi osadami, a także dzięki początkom polityki dynastycznej i formowania się arystokracji (almehenob), zdobycze cywilizacyjne poszczególnych regionów, a także innych kultur (jak Olmekowie), dość szybko rozpowszechniły się na całym obszarze. Już w środkowym okresie preklasycznym (Middle Preclassic) sposób wytwarzania ceramiki stał się ujednolicony, a różnice stały się głównie stylistyczne.
Pomiędzy I a połową III wieku naszej ery, a więc w tak zwanym schyłkowym okresie preklasycznym (Terminal Preclassic) powstają liczne miasta zorganizowane wokół kamiennych centrów ceremonialnych. Z tego okresu pochodzą m.in. centra Nakbé, El Mirador i Cerros, z wysokimi piramidami (do 70 metrów) o bogatej symbolice i ornamentyce wyrażonej w stiukowych płaskorzeźbach, przedstawiających maski gigantycznego ptaka. Motyw podobnego ptaka, któremu przypisywano cechy boskie lub demoniczne, literatura archeologiczna określa mianem „Głównego Bóstwa Ptasiego” (Principal Bird Deity – PBD) i utożsamia z Wuqub Kaquix (7-Ara), opisywanym w księdzie Popol Vuh, spisanej przez Majów Kicze (Quiché) w okresie kolonialnym.

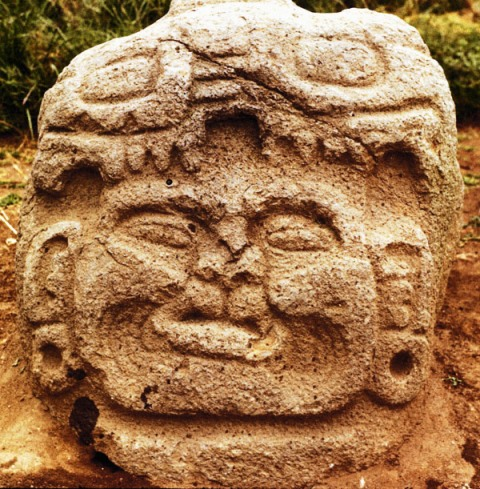
Rzeźbiona, kamienna głowa z preklasycznego stanowiska Kaminaljuyu w Gwatemali

Pod koniec okresu preklasycznego (ok. 400 r. p.n.e.) wielkie miasta basenu Mirador, równin, jak i wyżyn, stopniowo podupadają i centra rozwoju kultury przenoszą się do innych ośrodków. Przyczyna tego upadku jest, jak dotąd, nieznana.  W warstwach kulturowych pochodzących z późnego okresu preklasycznego (350 p.n.e. – 250 n.e.) i wczesnego okresu klasycznego (250–500 n.e.) znaleziono ślady pożarów.
Opuszczenie miast Majów w późnym okresie preklasycznym nastąpiło nagle i całkowicie. Pozostały porzucone narzędzia i naczynia. Ponadto wiele ośrodków, jak Uaxactún, Seibal, Cerros, Becan, Colha, Komchen, Edzna czy Dzibilchaltún, zostało opuszczone w tym samym czasie.

### Okres klasyczny (200–900 n.e.)

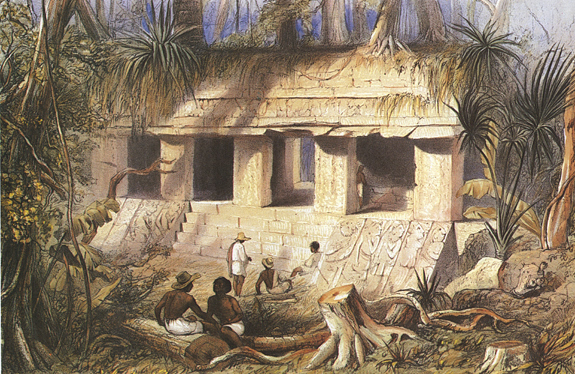
Ruiny pałacu w Palenque na XIX-wiecznej rycinie Frederica Catherwooda.

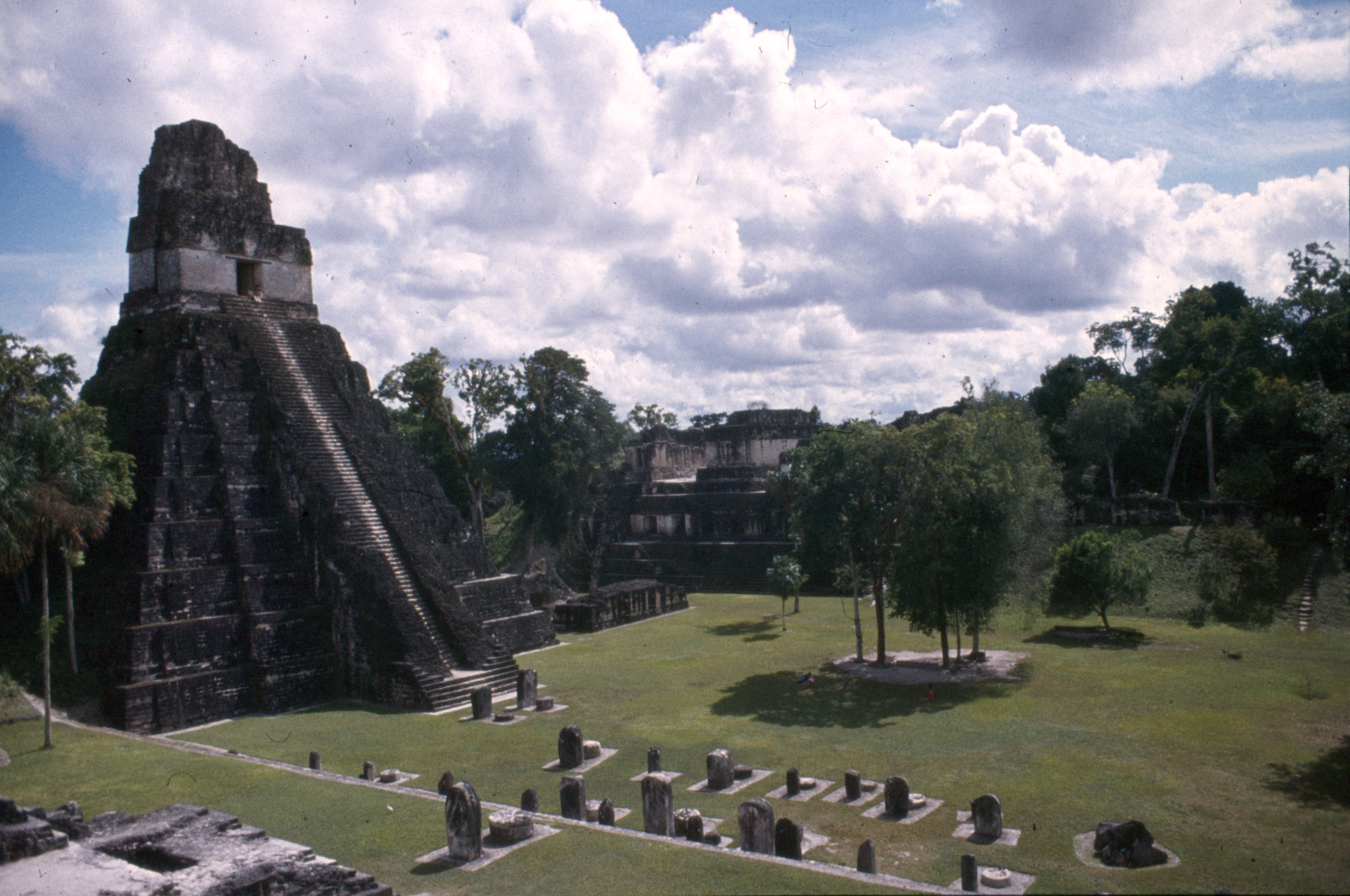
Piramidy Tikal, jednego z najpotężniejszych państw-miast Majów okresu klasycznego.

Za początek okresu klasycznego (Classic period) przyjmuje się zwykle okolice połowy III wieku, kiedy to na obszarze Majów pojawiają się pierwsze inskrypcje zawierające dane kalendarzowe zapisane przy użyciu długiej rachuby – tzw. Płytka z Leiden, znaleziona na dnie kanału na karaibskim wybrzeżu Gwatemali (z datą 320 r.) oraz Stela 29 w Tikál (z datą 292 r.). Powstały również pierwsze organizmy quasi-państwowe.
Jest to okres wielkiego rozkwitu starych ośrodków Majów oraz powstawania nowych miast m.in. Tikál, Uaxactún, Yaxha czy Xaltun.
Kultura Majów była w tym czasie jedyną w Ameryce, która posługiwała się pismem.
W początkach okresu klasycznego rósł wpływ Teotihuacánu, który trwał do VI w. Styl tego środkowomeksykańskiego miasta można rozpoznać w wielu ośrodkach Majów, przede wszystkim w Tikál.
Państwa Majów epoki klasycznej często określa się mianem miast-państw – struktury takie obejmowały rozległe miasto stołeczne o luźnej, rozrzuconej zabudowie, oraz przyległe wioski i niekiedy kilka mniejszych ośrodków miejskich, powiązanych z centrum zależnościami o charakterze feudalnym. Związki między poszczególnymi państwami były dość luźne, a polityka międzynarodowa sprowadzała się głównie do małżeństw między panującymi dynastiami, hołdów lennych składanych przez słabszych władców silniejszym hegemonom, płaceniu trybutu, niekiedy również stosunków dyplomatycznych, np. uczestnictwa królewskich gości w intronizacji nowego władcy. Inaczej niż w wojnach europejskich, u Majów głównym celem prowadzenia wojen i polityki było raczej utworzenie na podbitym obszarze nowej dynastii, bądź tylko wzięcie do niewoli nieprzyjacielskich wodzów i złożenie ich w ofierze bogom, niż rozciągnięcie nad pokonanym miastem władzy macierzystej metropolii. Historia polityczna Majów okresu klasycznego, zwłaszcza genealogia dynastii królewskich, wojny, sojusze i związki poszczególnych królów z fundacją poszczególnych budowli, są coraz dokładniej poznawane, w miarę jak postępuje odczytywanie inskrypcji hieroglificznych na stelach i budowlach publicznych.
W tym okresie obok przedstawień bogów i postaci mitologicznych, w większym stopniu zaczęto w sztuce uwieczniać wydarzenia historyczne i kulturalne z naciskiem na status społeczny, pochodzenie i uprzywilejowanie. Do najważniejszych postaci należały postacie powiązane z linia królewską, którego uważano za pośrednika między ludźmi a bogami. Dla niego budowano pałace i świątynie oraz kamienne stele upamiętniające najważniejsze wydarzenia z ich życia – narodziny, objęcie tronu, zwycięskie wojny. Żadna ze stel nie mówi nic o życiu zwykłych ludzi. Zamieszkiwali oni drewniane domy, po których zachowały się nieliczne pozostałości dołów posłupowych oraz pochówki pod klepiskiem chałup.

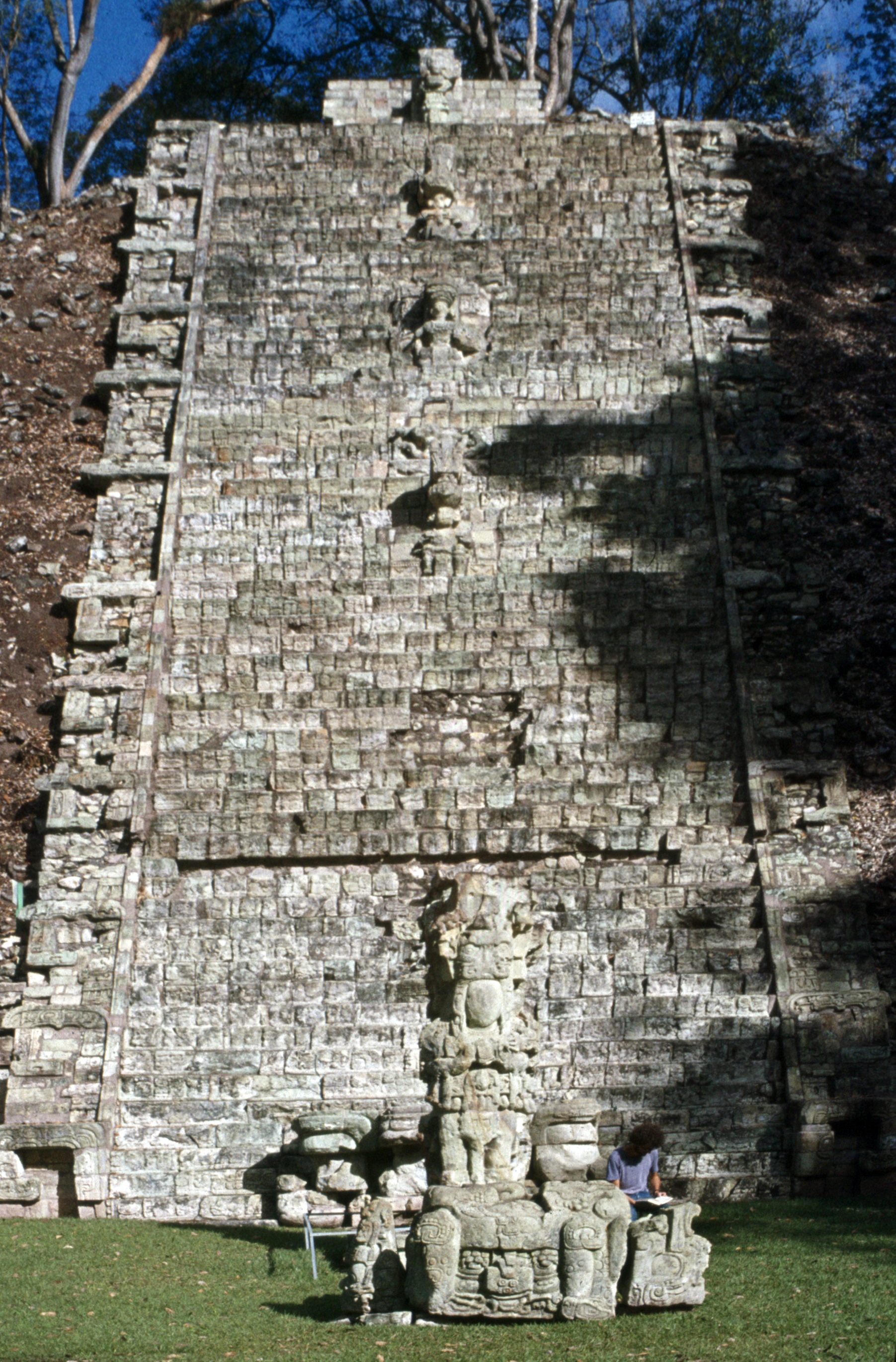
Schody hieroglificzne w Copan, z zapisem historii dynastycznej miasta.

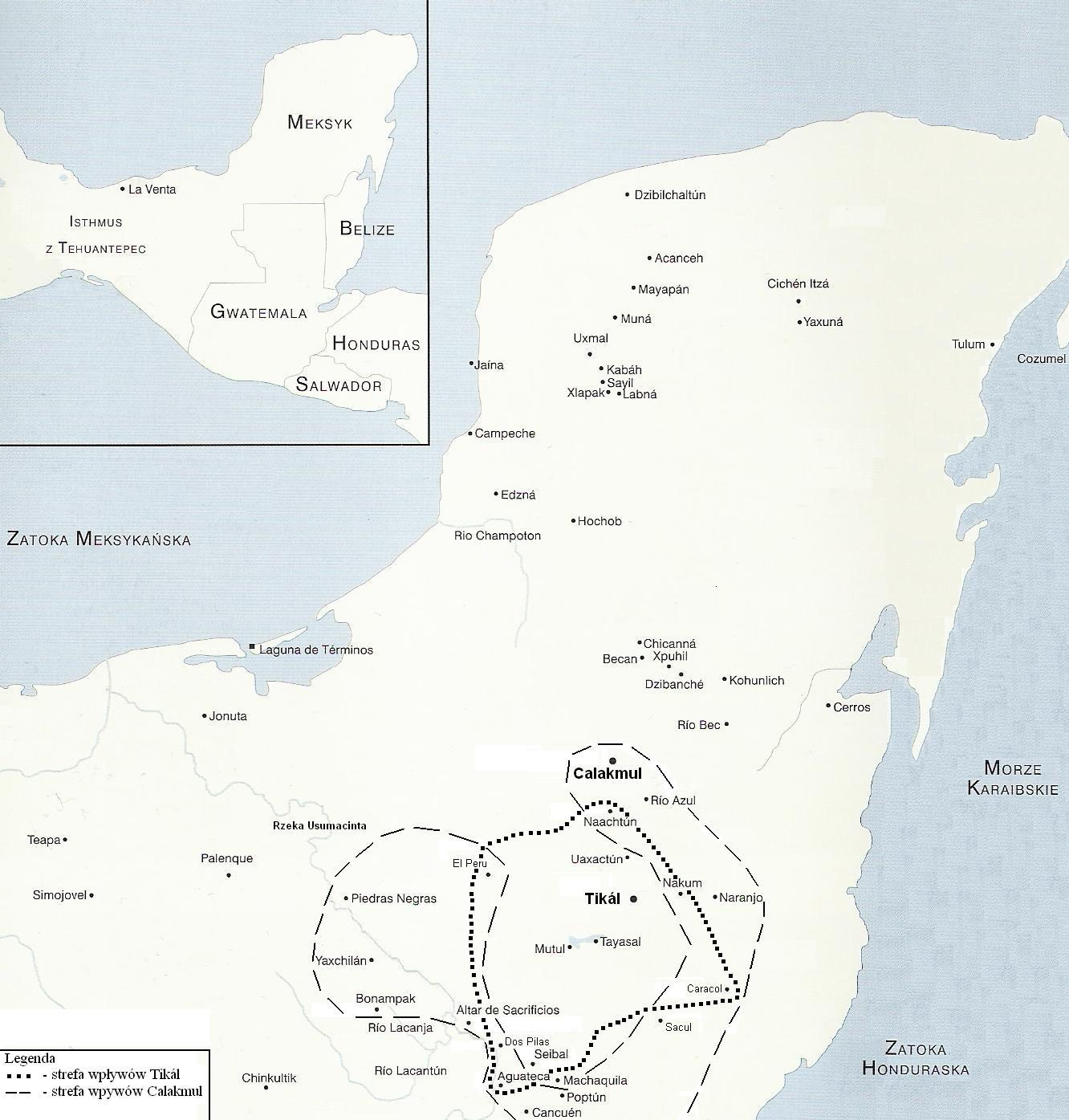
Zasięg wpływów Calakmul (Kaan) i Tikal (Mutal) podczas wojny między tymi miastami w latach 526 – 680 n.e.

W tym okresie w miastach Majów pojawia się podział na klasy społeczne (władców, arystokrację i lud). Bardzo rozwinięta sieć handlowa oraz prawdopodobnie migracje ludności, powodują import wielu wątków mitologicznych, nowinek technicznych i artystycznych z miasta Teotihuacán w środkowym Meksyku, prawdopodobnie stolicy rozległego, nie-majańskiego imperium. W połowie IV wieku doszło nawet do inwazji, prowadzonej przez osobnika o imieniu Sihyaj K’ahk’, prawdopodobnie teotihuakańskiego generała. 14 stycznia 378 roku, w dniu „przybycia” Sihyaj K’ahk’ do miasta Tikál, zakończył życie Chak Tok Ich’aak I, czternasty król tego ośrodka. W tym samym roku, tron Tikál objął Yax Nuun Ahiin, syn „Sowy Miotacza Oszczepów”, nieznanej bliżej postaci, być może samego władcy Teotihuacán. Przybysz zainicjował powstanie nowej dynastii, a wpływy środkowomeksykańskie pojawiły się w wielu innych ośrodkach Majów, łącznie z odległym i izolowanym geograficznie Copan, którego dynastia również została założona w 426 r. przez innego przybysza z zachodu o imieniu K’inich Yax K’uk’ Mo’. Środkowomeksykańskie inwazje miały ogromne znaczenie dla przyszłego rozwoju kultury Majów, gdyż przejęli oni bardzo wiele elementów obcej kultury, zarówno w ikonografii, jak i architekturze.
Środkowy okres klasyczny (Middle classic period), między połową VI wieku a końcem VII wieku, jest dla Majów czasem wojen i niepokojów. Pierwszą z udokumentowanych wojen był konflikt między Tikál a Caracol, rozpoczęty w 556 roku. To drugie miasto początkowo wojnę przegrywało, zostało nawet zdobyte i złupione, jednak z czasem przyłączyły się doń inne miasta regionu i w 562 Tikál zostało ostatecznie pokonane przez króla Caracol, Yajaw Te’ K’inich II. Dominacja Tikál uległa załamaniu, na skutek czego przez 130 lat w mieście tym nie wznoszono żadnych nowych budowli publicznych. W jego miejscu pojawia się nowa potęga regionalna – Calakmul, sprzymierzone z miastami Piedras Negras, Dos Pilas, El Perú i Naranjo. W roku 636 na tron wstąpił najwybitniejszy z władców Calakmul, Yuknoom Ch’een II, którego panowanie trwało aż 50 lat.
W 695 roku królowi Tikál, Jasaw Chan Kʼawiil I udało się pokonać armie Calakmul pod wodzą króla Yich’aak K’ahk’ i wyzwolić spod jego dominacji. Oba miasta wyszły jednak z konfliktu bardzo osłabione, a żadne z pozostałych miast nie było w stanie objąć przywództwa nad regionem. W efekcie, na całym obszarze zamieszkanym przez Majów nastąpił kryzys tradycyjnej polityki międzynarodowej. Mniejsze miasta przestały uznawać przewodnią rolę tradycyjnych hegemonów. Np. 3 maja 738 K’ahk’ Tiliw Chan Yopaat, władca niewielkiego ośrodka Quirigua, pokonał w bitwie, wziął do niewoli i ściął swojego seniora Waxaklajuun Ub’aah K’awiil, króla potężnego Copan, wkrótce po zakończeniu przez tego ostatniego prac nad jedną z najsłynniejszych budowli Copan, wielkiego boiska do gry w piłkę. Procesy rozpadu więzi między miastami nie są do końca zbadane, jednak wydaje się, że właśnie w tym okresie (koniec VII wieku) klasyczna cywilizacja Majów zaczyna chylić się ku upadkowi. Z drugiej strony, niektóre ośrodki właśnie w tym okresie osiągnęły największy rozwój architektoniczny. Palenque (znane wówczas pod nazwą B’aakal) zostało odbudowane po wojnie z Calakmul, po objęciu władzy przez królową Sak K’uk, założycielkę nowej dynastii w roku 612. Jej syn, K’inich Janaab’ Pakal, znany jako Pakal Wielki, panujący w latach 615–683, stał się jednym z najsłynniejszych władców Majów okresu klasycznego, głównie ze względu na zakrojone na wielką skalę projekty budowlane. Mimo swojej potęgi, Palenque musiało stawiać czoło licznym przeciwnikom. W 711 następca K’inich Baaknal Chaak, władca peryferyjnego ośrodka Tonina pokonał i wziął do niewoli K’an Joy Chitam, drugiego syna samego Pakala Wielkiego.
Próbę zdobycia lokalnej przewagi podejmowało wiele miast, jednak dość szybko spotykała je klęska. Los ten spotkał m.in. Dos Pilas, które zostało niedługo po 761 roku zdobyte i złupione, a wkrótce potem – całkowicie opuszczone. Do końca VIII wieku, w większości tradycyjnych ośrodków życia politycznego i kulturalnego zamiera całkowicie działalność budowlana, co oznacza prawdopodobnie ich opuszczenie.

### Okres klasyczny schyłkowy

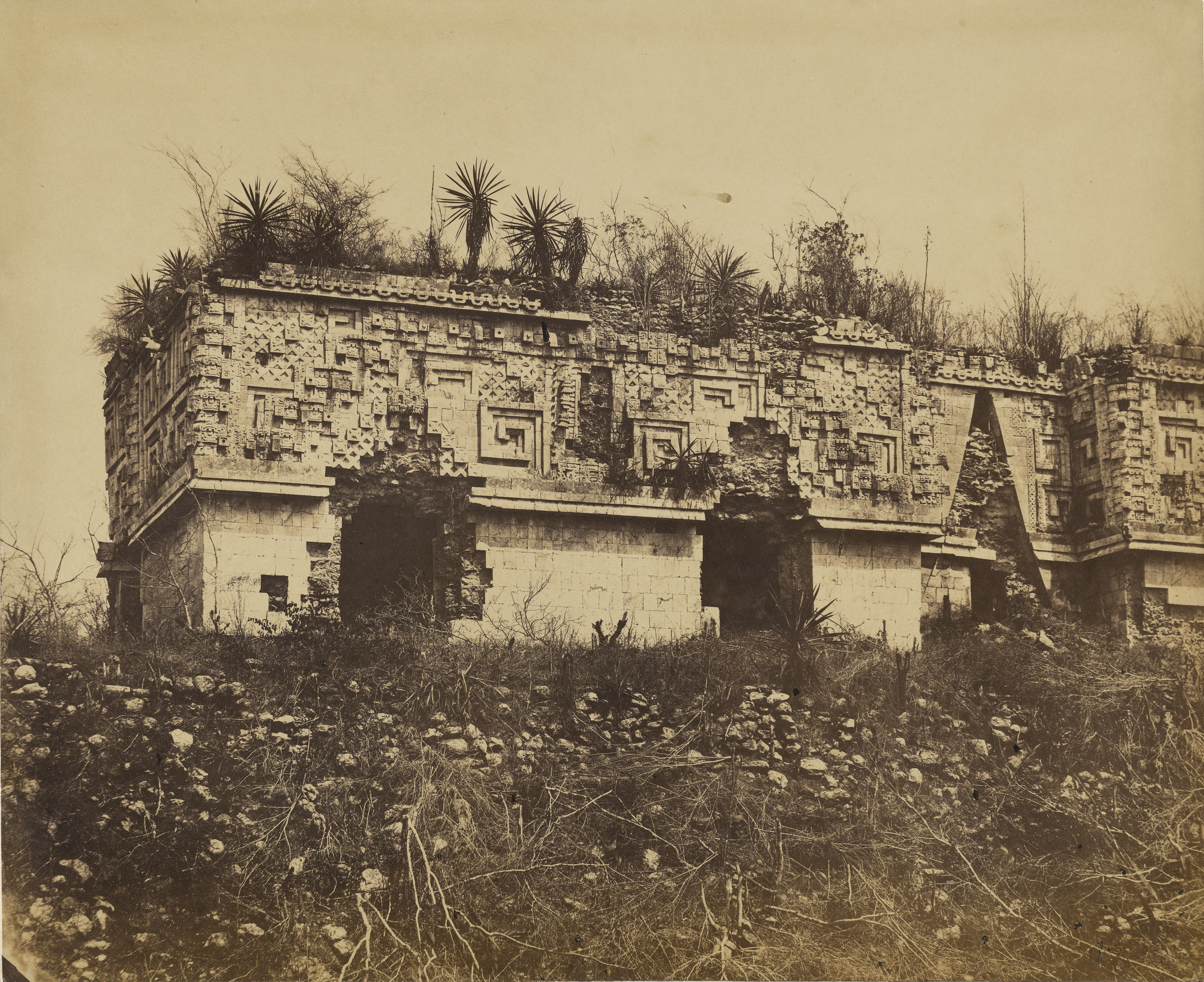
Ruiny tzw. Pałacu Gubernatora w Uxmal na Jukatanie w 1860 roku. Przykład budowli w stylu Puuc.

W okresie klasycznym schyłkowym, latach 800–900, nastąpił upadek majańskiej cywilizacji, jedno z najbardziej tajemniczych wydarzeń w całej historii prehiszpańskiej Ameryki. Już około roku 700 w ważniejszych ośrodkach regionów środkowych i na nizinnym południu zaprzestano wznoszenia budowli ceremonialnych, rezydencjalnych i administracyjnych, upadały rzemiosła i dystrybucja dóbr luksusowych. Zarzucono też wznoszenie rzeźbionych stel kalendarzowych, a ostatni znany przykład takiego obiektu nosi datę 15 stycznia 910 r. i został odnaleziony w Itzimte na terenie dzisiejszego meksykańskiego stanu Campeche.
Tylko niektóre miasta, jak Seibal i Caracol, rozwijały się jeszcze przez krótki okres, podczas gdy w innych liczba ludności zmniejszyła się w sposób drastyczny (do 10% w Tikál), po czym zostały opuszczone całkowicie, zaś ruiny niektórych ośrodków odkryto ponownie dopiero w XIX wieku lub jak pozostałości miasta Aguateca dopiero w wieku XX. Nie oznacza to, że Obszar Centralny wyludnił się zupełnie. Jednak aż do przybycia jukatańskich Itzów w XIII wieku, na terenie Petén, Chiapas i dzisiejszego Belize nie powstała już żadna cywilizacja miejska. Żyjący na tych terenach Majowie Chol, Cholti, Mopan i Chorti żyli już tylko w rozproszonych, małych osadach, grupujących nie więcej niż 100 domów i pozbawionych reprezentacyjnej, kamiennej architektury. Najsilniejszy związek z dawnymi miastami Obszaru Centralnego wykazują Majowie z plemienia Lakandonów, żyjący w lasach stanu Chiapas i do końca XX wieku odwiedzający ruiny Yaxchilan, aby odprawiać tam ceremonie religijne. Nie są oni jednak potomkami budowniczych tych miast, mówiących językami z grupy Chol-Maya. Język Lakandonów jest odmianą dialektu Majów z północnego Jukatanu i wskazuje, że przybyli oni do Obszaru Centralnego w XVII – XVIII w., uciekając przed uciskiem hiszpańskich kolonizatorów.
Centrum cywilizacji Majów po upadku klasycznych ośrodków przeniosło się na północną część półwyspu Jukatan. W miastach Uxmal, Edzná, Oxkintok, Labná, Sayil i Kabáh, które znajdowały się w szczytowym momencie swego rozwoju, wzniesiono ogromne budowle i rozkwitał architektoniczny styl Puuc, słynący z bogato rzeźbionych elewacji budynków. Na wschód od niego pierwszy okres świetności przeżywało Chichen Itza, którego starsza, przedtoltecka dzielnica również nosi znamiona stylu Puuc. W latach 770–896 ważnym ośrodkiem wschodniego Jukatanu stało się miasto Ek’ Bahlam, stolica regionalnego królestwa Talol. Z północnego Jukatanu brak jest jednak obszernych inskrypcji kalendarzowych i dynastycznych, a nieliczne zapisy są bardzo słabo zachowane, częściej odnotowując przebieg rytuałów religijnych niż wydarzenia polityczne. Mimo to udało się odtworzyć nieliczne imiona władców jukatańskich miast, m.in. Chaak, rządzącego w Uxmal około roku 909, K’ahk’upakal, rządzącego w Chichen Itza w latach 870–890 oraz Ukit Kan Le’K Tok’, rządzącego w Ek’ Bahlam i zmarłego około roku 814.
Ze względu na złożoność, którą osiągnęła kultura Majów okresu klasycznego, jest mało prawdopodobne, że jej upadek (utożsamiany potocznie z upadkiem cywilizacji Majów w ogóle) mógł zależeć od jednego czynnika. Formułowano więc różne hipotezy, które przypisywały większe znaczenie czynnikom wewnętrznym, powodującym destabilizację, jak na przykład ogromna przepaść między klasami społecznymi, czy też nadmierny wzrost liczby ludności i jego skutki związane ze środkami utrzymania i możliwym niezadowoleniem z powodu braku żywności. Obecnie duże znaczenie przypisuje się katastrofie ekologicznej, związanej z przeeksploatowaniem zasobów naturalnych, na którą nałożyły się długotrwałe susze, trwające od 800 do 1050 r., udokumentowane dzięki badaniom geochemicznym. Mówiąc o przyczynach zewnętrznych koncentrowano się z jednej strony na zniszczeniu tradycyjnych sieci handlowych – upadek Teotihuacanu rozpoczął się około 700 roku – co spowodowało utratę bogactw, prestiżu i władzy przez część elity panującej. Ponadto, u schyłku okresu klasycznego Obszar Centralny został najechany prawdopodobnie przez zmeksykanizowane grupy Majów z terenów dzisiejszego stanu Tabasco (zwane Putún lub Chontal), co doprowadziło do pojawienia się licznych elementów środkowomeksykańskich w m.in. w sztuce miasta Seibal (stela z 849 r. przedstawia tam osobnika o imieniu Wat’ul, o fryzurze i wyglądzie ewidentnego cudzoziemca, ale noszącego klasyczne majańskie insygnia władzy).
Fakt, iż centra Majów zostały opuszczone, nie oznacza, że całkowicie znikła ich kultura. Jak to się dzieje we wszystkich procesach kulturowych, nowe warunki spowodowały głęboką transformację społeczeństwa w taki sposób, że pewne charakterystyczne cechy (np. kult steli i inskrypcje kalendarzowe w Długiej Rachubie) zanikły zupełnie, podczas gdy inne uległy modyfikacji i ułatwiły adaptację kultury do nowych czasów.

### Okres postklasyczny (900–1542 n.e.)

Państwa Majów na Jukatanie w późnym okresie postklasycznym (po upadku Mayapanu) i w czasie hiszpańskiej konkwisty.

Główne centra cywilizacji Majów w okresie postklasycznym, przypadającym na lata 900–1500, znajdowały się na Obszarze Północnym. Miasta półwyspu Jukatan, regionu o niskich opadach i mniej żyznych glebach, rozwijały się dzięki zasobom lokalnym, zwłaszcza morskim (ryby i sól), wykorzystując też rośliny do produkcji włókien (bawełna i sizal) oraz owoce, miód i produkty zwierzęce. Liczni badacze twierdzą zgodnie, że – podobnie jak na pozostałych terenach Mezoameryki – był to etap wzrastającego militaryzmu. Wiedzę o schyłku tego okresu czerpiemy już z dokumentów kolonialnych, napisanych zarówno w językach Majów (alfabetem łacińskim – na Jukatanie księgi Chilam Balam, w górach Gwatemali księga Popol Vuh czy Anales de los Cakchiqueles), jak i po hiszpańsku (np. Relacja o sprawach Jukatanu biskupa de Landy). Zarówno sztuka, architektura jak i astronomia okresu postklasycznego reprezentowały znacznie niższy poziom zaawansowania, w porównaniu z okresem klasycznym, zaprzestano m.in. rzeźbienia steli, zapisów kalendarzowych w Długiej Rachubie oraz inskrypcji dynastycznych, co uniemożliwia dokładne datowanie zabytków. Nadal używano jednak pisma hieroglificznego i tworzono kodeksy (księgi harmonijkowe), która to sztuka ocalała na Jukatanie aż do okresu hiszpańskiej konkwisty.

El Castilio (piramida Kukulkana) w Chichen Itza - ważnym ośrodku z wczesnego okresu postklasycznego na północnym Jukatanie.

Do roku 987 na Jukatanie pojawili się Toltekowie, przybysze z centralnych wyżyn Meksyku. Przekazy spisane w czasach kolonialnych sugerują, że Toltekom przewodził Kukulkan, który miał być tożsamy z Ce Acatl Topiltzin (Quetzalcoatl), wygnanym tolteckim władcą z Tuli. Ta na poły legendarna postać utożsamiana była z kolei, zarówno na terenach Majów jak i Nahua, z bogiem przedstawianym bądź to jako upierzony wąż, bądź też jako brodaty mężczyzna o białej skórze. Przybysze osiedlili się w Chichén Itzá (zwanym wówczas Uukil-Abnal), którego postklasyczna architektura nosi wyraźne wpływy środkowomeksykańskie. Również kult Kukulcana-Quetzalcoatla, któremu poświęcona była jedna z piramid tego miasta, dowodzi rozwiniętego tolteckiego osadnictwa na Jukatanie, które zostało zapoczątkowane zbrojną inwazją. W końcu Chichén Itzá uzyskało hegemonię nad całym Jukatanem. Sukces tego miasta wynikał bez wątpienia ze splotu różnych czynników: kontroli handlu przybrzeżnego na duże odległości, siły militarnej oraz systemu wierzeń, dzięki któremu stało się ono centrum pielgrzymek do świętej studni (cenote) poświęconej bogu deszczu Chaak (Chac). Niektórzy badacze, opierając się o interpretację ksiąg Chilam Balam i skąpych zapisów hieroglificznych, przypuszczają, że Chichén Itzá było rządzone nie przez królów, ale przez radę arystokratów – (tzw. multepal), co jednak jest ostatnio kwestionowane. Wielkie miasto zostało opuszczone przez Tolteków do roku 1221.

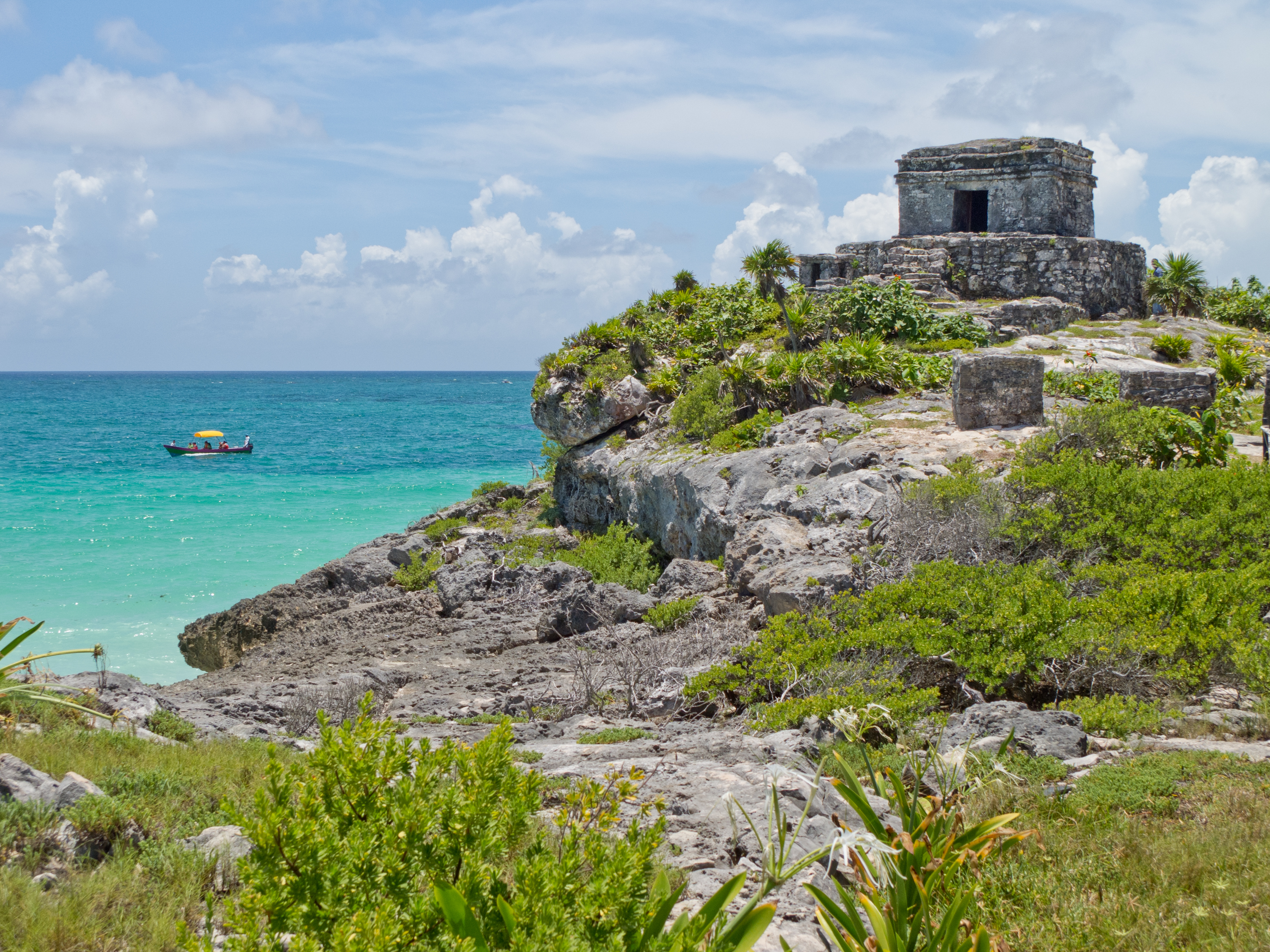
Ruiny Tulum na karaibskim wybrzeżu Jukatanu. Ośrodek Majów ze schyłkowego okresu postklasycznego.

Wpływy Tolteków na kulturę i sztukę Majów spowodowały powstanie odrębnego stylu, zwanego kulturą Majów-Tolteków.
Kolejnymi przybyszami, którzy zdominowali Jukatan w okresie postklasycznym, byli Itzá, zmeksykanizowani Majowie Putun, którzy zasiedlili Chichén Itzá w latach 1224–1244, dzięki czemu odnowione miasto uzyskało swoją ostateczną nazwę. W latach 1263–1283, wódz Itzá, noszący podobnie jak jego toltecki poprzednik, imię K’uk’ulkan, założył wielkie miasto Mayapán, które niebawem uzyskało hegemonię, utrzymującą się na Jukatanie przeszło dwa i pół wieku. Władca Mayapánu, Hunak Ke’el, sprzymierzony z miastem Izamal, zdobył i splądrował Chichen Itzá, wypędzając władcę tego ostatniego, o imieniu Chak Xib Chak. Uchodźcy z Chichén Itzá powędrowali do niemal wyludnionego Petenu, gdzie założyli nową stolicę, Tayasal, niewielkie miasto na wyspie śródleśnego jeziora. W tym czasie rozwijały się też niewielkie ośrodki ze wschodniego wybrzeża Jukatanu: Tulum, Isla Mujeres, Cozumel, Lamanai i Santa Rita Corozal, znane w okresie konkwisty jako Chetumal. Dzięki handlowi z innymi ośrodkami (prowadzonemu głównie przez przybrzeżnych żeglarzy z grupy Majów Chontal lub Putun zwanych niekiedy „Fenicjanami Mezoameryki”) osady te osiągnęły stopniowo rozkwit ekonomiczny, nawet jeśli architektura publiczna jest znacznie skromniejsza niż w epoce klasycznej i wykazuje cechy dekadencji. Sytuacja polityczna była jednak niestabilna, czego dowodem było otoczenie Mayapánu i Tulum murami obronnymi.

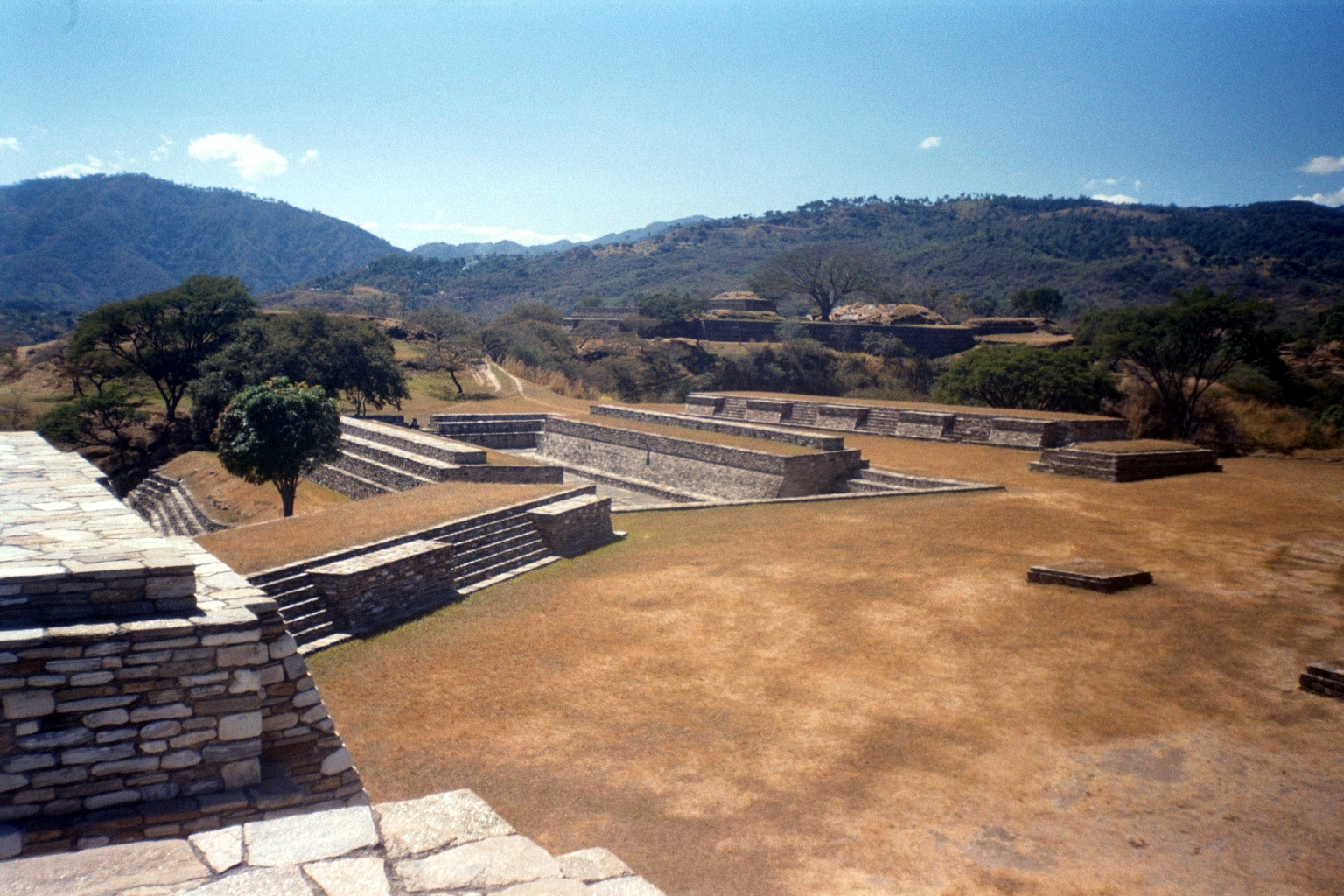
Ruiny Mixco Viejo na wyżynach Gwatemali, typowy ośrodek górskich Majów schyłkowego okresu postklasycznego.

W latach 1441–1461 Ah Xupán, władca rodu Xiu (Xiw), osiadłego w pobliżu ruin Uxmal stanął na czele koalicji jukatańskich miast przeciwko dynastii Cocom władającego dominującym na Jukatanie miastem Mayapán. Doszło do otwartego buntu zbrojnego wewnątrz murów miasta, które zostało ograbione, spalone i opuszczone, zginęła też większość przedstawicieli rodu panującego. Darowano jedynie życie stacjonującym tam meksykańskim najemnikom z Tabasco, którzy prawdopodobnie założyli później na zachodnim wybrzeżu Jukatanu własne państwo, noszące nazwę Ah Kanul. Część wychodźców z Mayapánu powędrowała w dżungle Petenu, osiedlając się – pod nazwą Kow’oj – w sąsiedztwie swoich odwiecznych wrogów, Itzá. Kow’oj zajęli m.in. Zacpeten i Topoxte, opuszczone ośrodki ze schyłku okresu klasycznego, wprowadzając tam typowo postklasyczną architekturę, wzorowaną na budynkach Mayapánu. Po upadku tego ostatniego, cały Jukatan pogrążył się w wojnach domowych między 16 niewielkimi państwami, zorganizowanymi wokół małych, silnie ufortyfikowanych miast. Ród Xiu założył swoją stolicę w Maní, zaś ocalały z pogromu potomek rodu Cocom osiedlił się w Sotuta. Z kolei potomkowie najwyższego kapłana Mayapánu utworzyli własne królestwo Ah K’in Chel, ze stolicą w Tekoh. Pozostałe państwa jukatańskich Majów, utworzone w tym okresie, to Champutun (Champoton), Kanpech (Campeche), Ah Kanul, Chak’an, Keh Pech (ze stolicą w Motul), Hokaba, Kupul, Chik’inchel, Tases, Ekab, Cochwah, Waymil i Chetumal.
W okresie postklasycznym rozwijały się też państwa Majów w południowej części ich obszaru kulturowego, to jest na terenach górskich dzisiejszej Gwatemali; część tych państw przetrwała aż do podboju hiszpańskiego. Powstały tam królestwa Majów Kicze (ze stolicą w Gumarcaah, zwaną Utatlan przez ludy Nahua z Wyżyny Meksykańskiej), Cakchiquel (ze stolicą w Iximche), Tzutujil (ze stolicą w Chuitinamit), Mam (ze stolicą w Zaculeu) i Pocomam (ze stolicą w Mixco Viejo). Budowali oni silnie ufortyfikowane, kamienne miasta na szczytach gór, skupione wokół surowych, kamiennych świątyń-piramid, pałaców władców i rozległych placów do rytualnej gry w piłkę. Ich architektura pozbawiona jest bogatej ornamentyki (zwłaszcza rzeźb figuralnych i fresków) typowej dla Jukatanu i El Peten; brak jest tam również inskrypcji kalendarzowych i dynastycznych. Królewskie rody górskich Majów legitymizowały swoją władzę legendarnymi związkami z dawnym imperium Tolteków (Tula), skąd mieli otrzymać swoje insygnia. Władcy Kicze z rodu Cavec, drogą militarnych podbojów, rozszerzyli stopniowo swoją władzę na sąsiednie plemiona, tworząc lokalne mocarstwo, dynamicznie rozwijające się i agresywne wobec sąsiadów. Szczyt potęgi osiągnęli po roku 1350, za panowania królów Cotuja i K’ucumatz. Około roku 1450, za panowania króla Quicab, Kicze podbili nawet wybrzeża Pacyfiku i meksykańską prowincję Soconusco, zarazem skutecznie tłumiąc bunty wasali – Cakchiquel, oraz blisko spokrewnionych plemion Tamub i Ilocab. Od podbitych ludów ściągali wysokie trybuty i osadzali na ich ziemiach swoje garnizony. Jednak po roku 1470, ludy Cakchiquel i Rabinal wyzwoliły się spod panowania swoich hegemonów, tworząc konkurencyjne państwa, zaś prowincja Soconusco stała się częścią imperium Azteków. Świadectwem kultury Kicze jest jedno z najwybitniejszych dzieł literatury prekolumbijskiej, Popol Vuh czyli Księga Rady Narodu Kicze, spisana po podboju alfabetem łacińskim w języku Majów.

### Konkwista

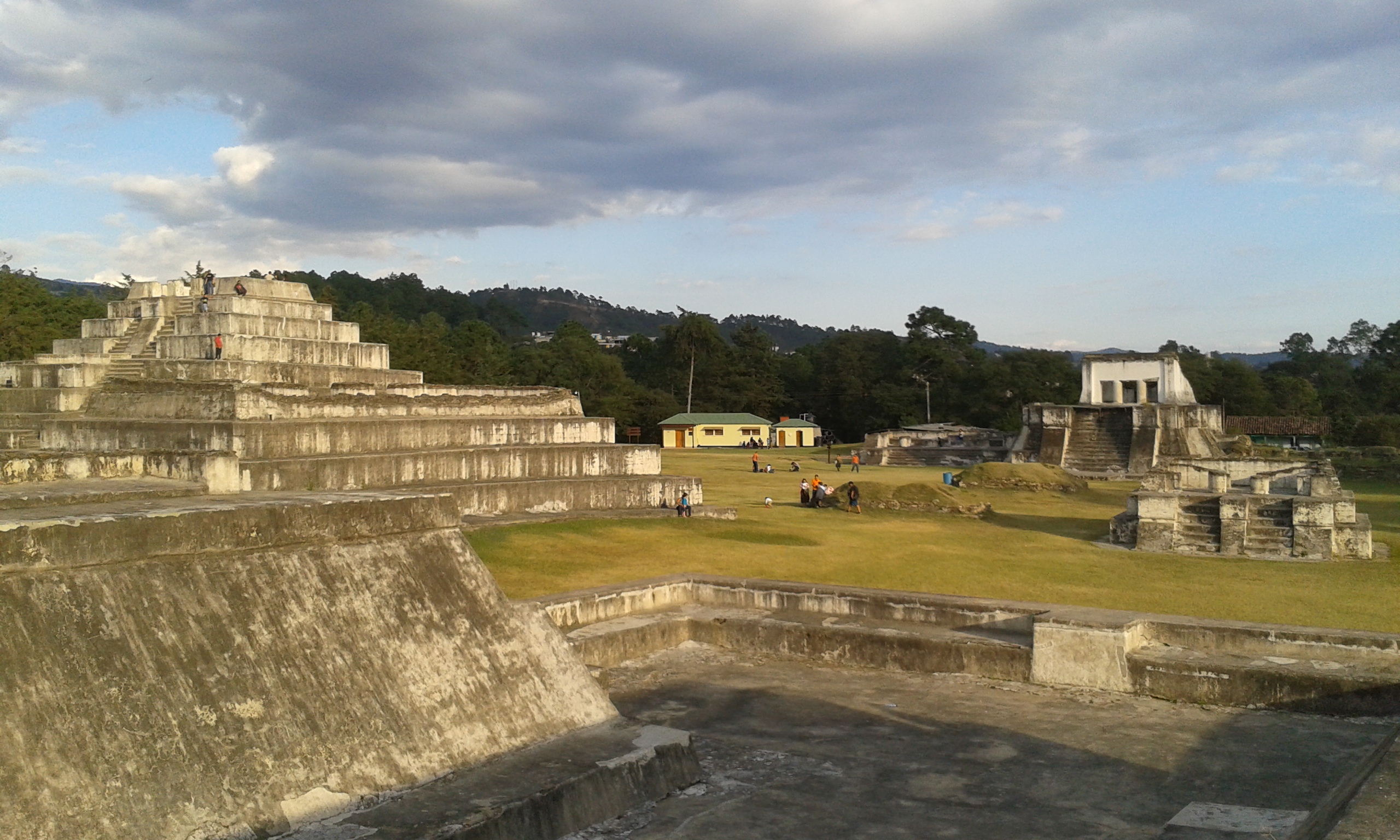
Ruiny Zaculeu - późnoklasycznego ośrodka górskich Majów, zdobytego w 1524 r. przez hiszpańskiego konkwistadora Pedro de Alvarado.

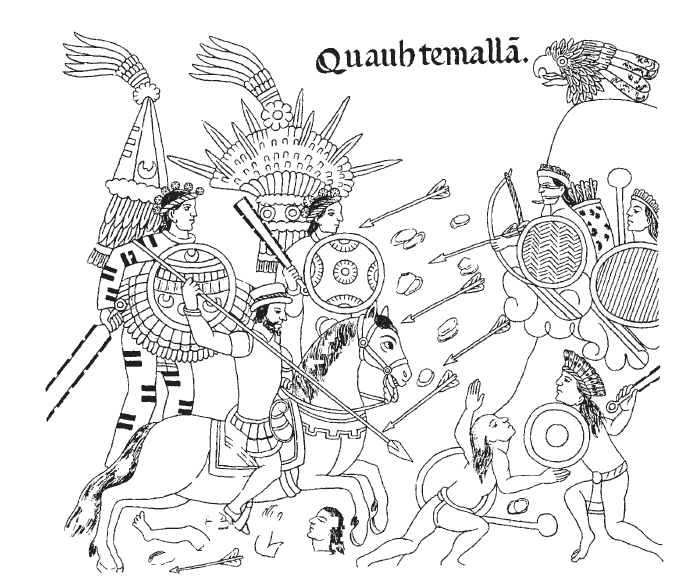
Strona z XVI-wiecznego dokumentu Lienzo de Tlaxcala, przedstawiająca podbój państw Majów na wyżynach Gwatemali przez hiszpańskich konkwistadorów i ich indiańskich sojuszników ze środkowego Meksyku - Tlaxcalan.

Dla Majów, tak jak i dla przytłaczającej większości mezoamerykańskich Indian, przybycie hiszpańskich konkwistadorów zakończyło się klęską, w aspekcie zarówno biologicznym, jak i kulturowym. Przyczyny dramatycznego spadku liczby ludności, którego początkiem była konkwista, są tylko częściowo poznane. Nowe choroby, na które Indianie nie byli odporni i ciężka eksploatacja, której zostali poddani w ciągu wieków, doprowadziły do wymarcia licznych grup etnicznych i rozpadu społeczeństwa tych, którzy przeżyli.
W XVI wieku ziemie Majów, a zwłaszcza Jukatan i płaskowyż Gwatemali, były politycznie zorganizowane w małe państwa, walczące ze sobą o hegemonię. Pierwsze kontakty między Majami, a Hiszpanami sięgają roku 1502, kiedy Krzysztof Kolumb podczas swej czwartej podróży spotkał w Zatoce Hondurasu płynących na łodziach majańskich kupców. Parę lat później w 1511 roku, dwudziestu rozbitków z hiszpańskiego statku, wiozącego z Darién prokuratora Juana de Valdivia, dotarło do wschodniego wybrzeża Jukatanu, gdzie wszyscy zostali schwytani przez Majów, a niektórzy złożeni w ofierze bogom. Franciszkanin Gerónimo de Aguilar, jeden z dwóch pozostałych przy życiu rozbitków, po wielu przygodach nawiązał kontakt z Hernanem Cortesem w czasie jego pierwszej ekspedycji w tym regionie w 1519 roku. Drugi z rozbitków, Gonzalo Guerrero, ożenił się z córką Nachan Kaana, władcy państwa Chetumal i został dowódcą jego wojowników. Dlatego odmówił powrotu na wezwanie Cortesa, stając na czele oporu Majów przeciwko Hiszpanom. Prawdopodobnie zginął w walkach na terenie Hondurasu dopiero w 1536 roku. W roku 1517 wybrzeża Jukatanu spenetrował Francisco Hernández de Córdoba. Najpierw dotarł do stolicy jukatańskiego państwa Ecab („Gran Cairo”), gdzie po raz pierwszy Hiszpanie zetknęli się z monumentalną, kamienną architekturą, tak charakterystyczną dla kultur Mezoameryki. Następnie Córdoba wylądował w mieście Champoton. Majański władca tego ostatniego, Moch Cuoch, rozkazał swoim wojownikom zejść do portu i zaatakować Hiszpanów, co zakończyło się całkowitą klęską konkwistadorów, zaś sam Córdoba zmarł z ran podczas powrotnego rejsu do Hawany.
Już wczesne kontakty z Hiszpanami przyniosły ogromne szkody Majom z Jukatanu, którzy przeżyli pierwszą wielką epidemię, być może ospy, w latach 1515 i 1516. Sytuacja nie zmieniła się w latach późniejszych – w 1517 i 1518 na Jukatanie dochodziło do konfliktów zbrojnych. Hernán Cortés wrócił na półwysep w 1524 roku, a w 1525 przeszedł region centralny i nizinne południe, poznając Tayasal, stolicę Itzás. Po drodze nawiązał też przyjazne stosunki z władcą Majów Chontal z Akalan (Itzam K’anak), PaxB’olon Acha. Władca ten został przyjacielem Cortesa oraz wasalem hiszpańskiej korony jako don Pablo Pax’B’olon.
Kiedy jeden z oficerów Cortesa, Pedro de Alvarado wraz z indiańskimi sojusznikami Tlaxcalanami przybył w 1524 roku na ziemie górskich Majów w Gwatemali, napotkał silny opór Indian Kicze, podczas gdy odwieczni rywale tych ostatnich: Tzutzuhil i Cakchiquel (Kakchiquel) stali się sprzymierzeńcami Hiszpanów. Dnia 20 lutego 1524, w miejscowości Quetzaltenango, Alvarado pokonał armię Kicze pod wodzą księcia Tecún Umán, osobiście zabijając go na polu walki, po czym wkroczył do ich stolicy Gumarcaah (Q’umaraq aj). Podejrzewając zasadzkę, powiesił króla Oxib-Queh i jego zastępcę Beleheb-Tzi, a następnie spalił miasto. Wracając do Meksyku zdobył jeszcze (po kilkumiesięcznych oblężeniach) dwa ufortyfikowane miasta: Mixco Viejo, stolicę plemienia Pokomam, oraz Zaculeu, twierdzę plemienia Mam, w której zamknął się wódz Kayb’il B’alam, z grupą około 5000 wojowników. Większość sojuszy hiszpańsko-majańskich trwała krótko i w niedługim czasie rozpoczęła się kolonizacja, oparta na eksploatacji ziemi oraz zamieszkujących ją Indian. W 1526 wybuchło jednak w Gwatemali powstanie Indian przeciwko kolonizatorom. Na jego czele stanęli ostatni władcy Kicze (Tecum i Tepepul) oraz Belehé-Qat, król Cakchiquelów. Rebelianci zostali jednak pokonani, zaś zbuntowani królowie powieszeni w 1540 roku, po długim okresie uwięzienia. Powstania wybuchały później przez cały okres kolonialny (m.in. w 1712 i 1868), szczególnie wśród górskich Majów Tzeltal i Tzotzil. Ostatnio konflikty takie mogliśmy obserwować w meksykańskim stanie Chiapas w 1994 roku, w postaci powstania zapatystów.
Podbój Jukatanu trwał znacznie dłużej, z uwagi na rozdrobnienie polityczne tego terenu. W 1531 roku Francisco de Montejo Starszy, założył miasto Campeche. Jego syn zdobył miasto Saki (dzisiejsze Valladolid), gdzie rezydował potężny dowódca wojskowy NaKajun Noj i namiestnik (batab) Tzuk Kupul. W walkach zabity został przez Hiszpanów sam władca prowincji, NaOb’on Kupul. Następnie konkwistador dotarł do ruin Chichén Itzá, które ogłosił stolicą hiszpańskiego Jukatanu. Jednak po kilku miesiącach okoliczni Majowie powstali przeciwko najeźdźcom, zmuszając ich do ucieczki. W 1540 roku Francisco de Montejo Młodszy najechał Jukatan jeszcze raz, zakładając miasto Merida na ruinach majańskiego T’ho. Ah Kukum Xiu, władca pobliskiego Maní sprzymierzył się z Hiszpanami, przyjął chrzest i szlachecki tytuł hidalgo, dążąc do uzyskania sojuszników przeciwko swoim odwiecznym wrogom – wywodzącemu się z Mayapanu rodowi Cocom. W 1546 połączone siły Hiszpanów i Xiu zwyciężyły armie małych państw Majów wschodniego Jukatanu, oficjalnie kończąc konkwistę półwyspu. Tayasal (Nojpeten), miasto Majów z plemienia Itzá przetrwało jednak na wyspie ukrytego w lasach jeziora Petén Itzá kolejne 150 lat. Dopiero 13 marca 1697 roku hiszpańska piechota, dowodzona przez jukatańskiego kapitana Martína de Ursua, dotarła na wyspę okrętem (galeota), którego elementy przetransportowano wcześniej lądem. Podczas szturmu zginęły prawdopodobnie setki obrońców, zaś ostatni władca Nojpeten, Ajaw Kan’Ek (który na chrzcie otrzymał imiona Joseph Pablo), spędził resztę życia, wraz ze swym synem, w areszcie domowym w Santiago de Guatemala. Również na porośniętych dżunglą nizinach powstania Majow wybuchały przez cały okres kolonialny, osiągając kulminację w XIX-wiecznej tzw. wojnie kast (Guerra de Castas).
Podbojowi towarzyszyła zagłada rdzennej kultury Majów. Konkwistadorzy narzucili im nowe ramy administracyjne, religię, częściowo język. Wszystkie pisma Majów utrwalone na nietrwałych materiałach – drewnie, skórze, papierze, zostały celowo zniszczone, często spalone na stosie, głównie przez księży katolickich.

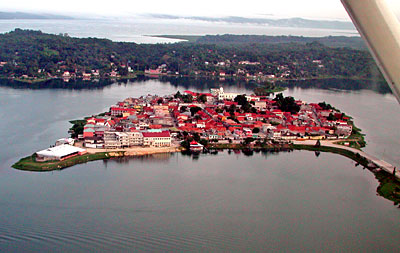
Wyspa i miasteczko Flores na jeziorze Peten w Gwatemali – ostatni ośrodek Majów (Tayasal), zdobyty przez Hiszpanów w 1697 roku. Widoczne budynki z okresu kolonialnego zbudowano na gruzach wcześniejszych budowli Majów.

## Gospodarka

### Rolnictwo
Podstawą gospodarki Majów w czasach prekolumbijskich było rolnictwo, wykorzystujące technikę wypaleniskową. Na niektórych terenach, przede wszystkim w Belize, na terenach podmokłych tworzono sztuczne wyspy. Uprawiano kukurydzę, bób, fasolę, dynie, słodkie ziemniaki papryki chili, bawełnę, tytoń i drzewa owocowe (papaję, awokado i drzewo chlebowe). Na podmokłych terenach północnego Belize oraz w bagnistej dolinie El Mirador w Gwatemali Majowie budowali pływające ogrody (chinampa). Tam też kopali kanały irygacyjne w celu poprawy plonów. Z kolei na terenach górzystych Majowie budowali terasy ze wzmocnionymi skarpami. Taki sposób uprawy pomagał równomiernie nawodnić pola, a jednocześnie zabezpieczał je przed erozją i spłukiwaniem gleby.
Hodowano indyki kaczki, gołębie i psy (w tym rasy mięsne) oraz miejscowe gatunki bezżądłowych pszczół, dostarczających miodu. Majowie zdobywali również część pożywienia poprzez myślistwo, rybołówstwo i zbieractwo.

### Rzemiosło

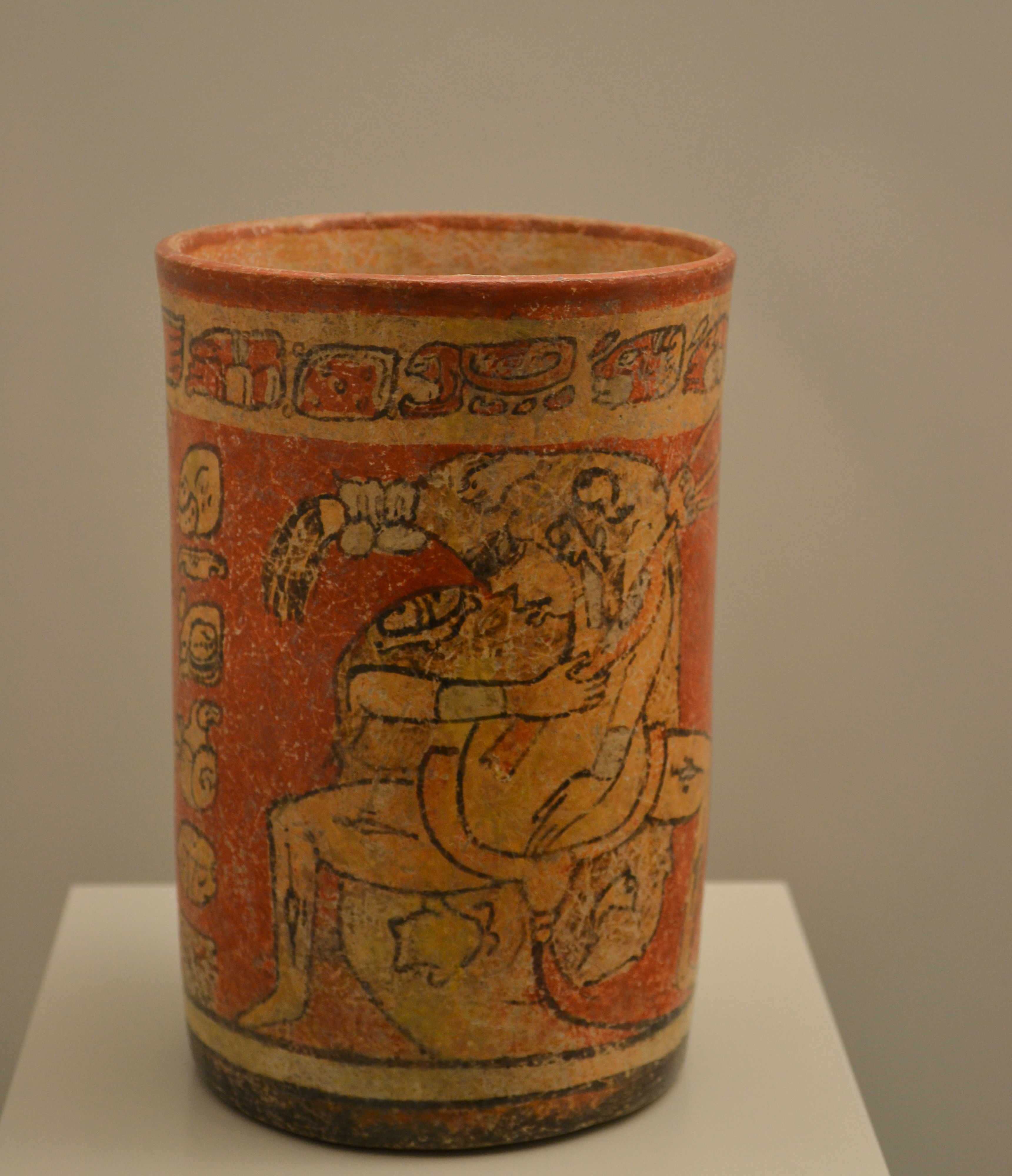
Naczynie ceremonialne Majów z okresu klasycznego.

Cywilizacja Majów jest określana jako należąca do epoki kamiennej. Nie znaczy to, że nie znali oni metali, ale że służyły one jedynie do wyrobu ozdób. Narzędzia wytwarzano z drewna, kości, rogu, muszli morskich, a przede wszystkim z kamieni – krzemienia i obsydianu. Zarówno krzemień jak i obsydian są twardsze i ostrzejsze od stali natomiast szybko się zużywają (tępią), a wykonanie z nich narzędzi jest bardzo pracochłonne. Krzemień występował w wielu miejscach zamieszkałych przez Majów na obszarach zbudowanych z wapieni. Obsydian występował na obszarach młodej działalności wulkanicznej, czyli w Kotlinie Meksykańskiej oraz w górzystych okolicach Gwatemali, Salwadoru i Hondurasu .
Z metali Majowie znali złoto oraz miedź. Były one wykorzystywane do wyrobu ozdób i biżuterii. Miedź była wykorzystywana w stanie czystym, a przede wszystkim w postaci różnorodnych stopów, czyli brązów .
Najstarsze znaleziska ceramiki pochodzą z ok. 1200 r. p.n.e. Do przybycia Hiszpanów nie zbudowali oni koła garncarskiego, ale wszystkie naczynia lepili ręcznie. Ceramika Majów była bogato zdobiona – malowana.
Ceramika późnego okresu preklasycznego z obszarów równinnych w stylu zwanym chicanel charakteryzowała się jednobarwną powierzchnią naczyń, przeważnie w kolorze czarnym, czerwonym lub kremowym, uzyskiwanym dzięki rozwodnionej barwnej glince, którą pokrywano naczynia.
Tkactwo było szeroko rozpowszechnione na ziemiach Majów. Głównym surowcem była bawełna. Włókna były też uzyskiwane z liści agawy (sizal). Stroje ceremonialne były też szyte ze skór zwierząt, np. jaguara, trzciny, liści palmowych, a dekorowane były piórami ptaków, muszlami, elementami z drewna czy jadeitu .

### Handel
Dużą rolę odgrywał handel lądowy i morski; umożliwiał on sprowadzanie niemożliwych do zdobycia w pewnych regionach produktów. Należały do nich zwłaszcza: sól w głębi lądu (szacuje się, że sam Tikál zużywał około 131 ton soli rocznie), jadeit, metale (złoto, miedź) do produkcji ozdób, obsydian do produkcji narzędzi oraz bazalt i granit do produkcji żaren na wapiennych nizinach. Krzemień, pospolity w niektórych okolicach (np. w Colha), wydobywano i obrabiano nie tylko na własne potrzeby, ale i na eksport do innych ośrodków. W epoce klasycznej rozwijał się na dużą skalę handel poszukiwanymi przez elity towarami luksusowymi, np. muszlami ślimaków z rodzaju Spondylus, jadeitem, piórami kwezala herbowego i kolcami płaszczek, używanymi w rytuałach puszczania krwi.
Kaminaljuyú, leżące na obszarze dzisiejszej Gwatemali, bogaciło się na handlu obsydianem, wydobywanym w pobliskim El Chayal.
Zarówno cała wymiana handlowa, jak i transport wszelkich materiałów odbywał się wyłącznie przy pomocy tragarzy, ewentualnie łodzi. Majowie nie znali transportu kołowego, ani nie udomowili żadnych zwierząt jucznych.

## Struktura społeczna i organizacja polityczna

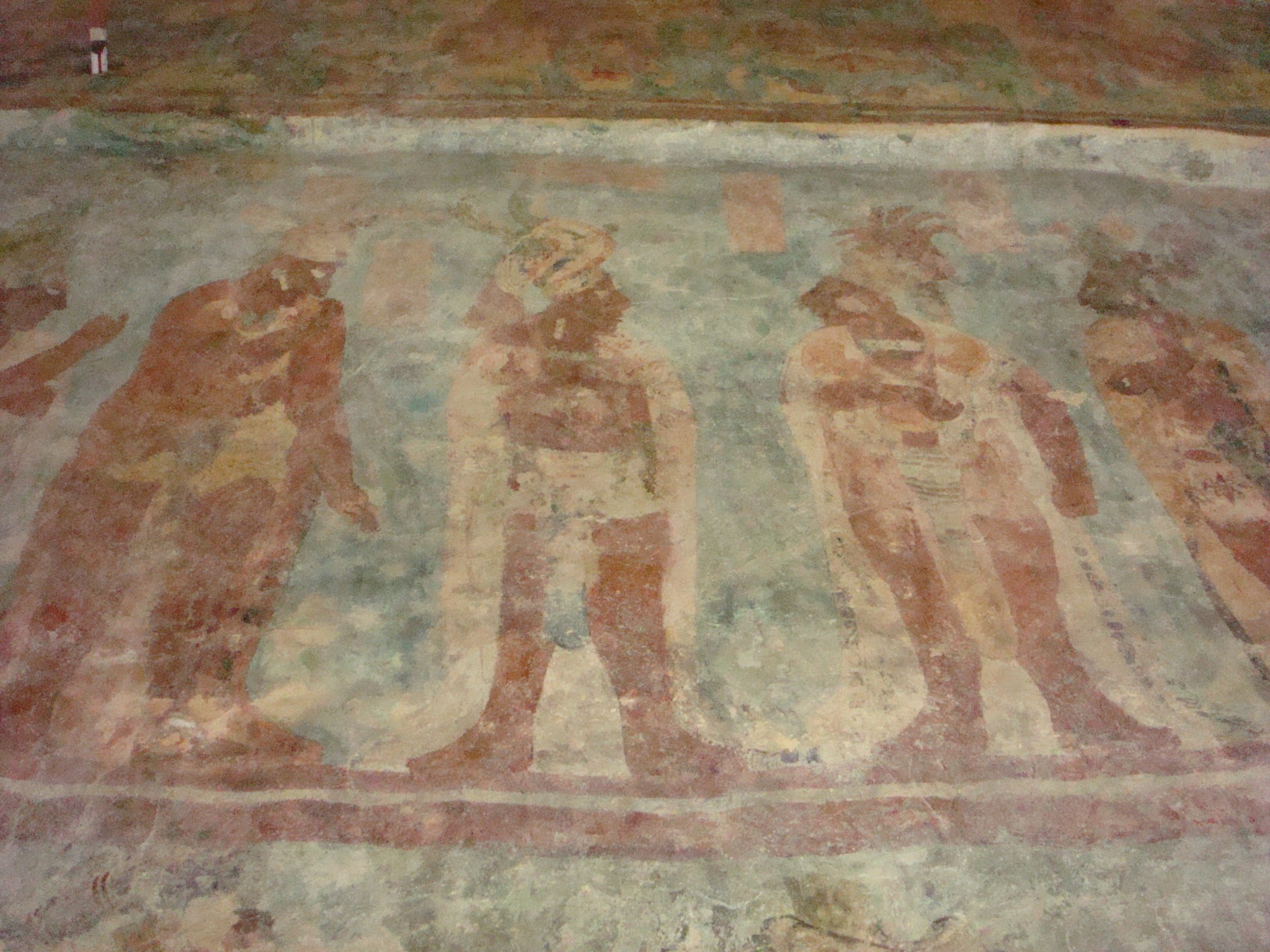
Majańscy arystokraci na klasycznym fresku z Bonampak.

Majański glif ajaw (ahau), oznaczający króla (władcę państwa-miasta w okresie klasycznym), a także dzień dwudziesty rytualnego kalendarza tzolkin.

Niewiele wiadomo na temat struktury społecznej Majów Obszaru Centralnego w epoce klasycznej, ponieważ inskrypcje hieroglificzne dotyczą jedynie życia publicznego elit, sukcesji tronu, rytuałów, małżeństw, narodzin, śmierci i wojen toczonych przez władców. Na czele każdego z majańskich miast-państw stał król (ahau, według nowej ortografii majańskiej – ajaw), tytułowany również kalomte („najwyższy władca”). Tym samym tytułem Majowie jukatańscy w okresie kolonialnym nazywali króla Hiszpanii. Królewscy wasale, noszący tytuł sahal, zarządzali mniejszymi ośrodkami. Ponieważ król pełnił również funkcje religijne, zaś jego osoba otaczana była niemal boskim kultem, niektóre zapisy tytułują go k’uhul ajaw („święty król”). Wbrew potocznemu wyobrażeniu, brak jest najmniejszych dowodów na istnienie kapłanów i kasty kapłańskiej wśród Majów w epoce klasycznej. Większość rytuałów sprawował osobiście król, jego rodzina i wyższa arystokracja, zaś pismo, nadzór nad kalendarzami i obserwacje astronomiczne podlegały wyspecjalizowanej kaście skrybów (aj tz’ib), na których czele stał ah k’uhun („ten od świętych ksiąg”) czyli naczelny bibliotekarz i kronikarz. Ważną rolę pełnili też malarze, rzeźbiarze i inni artyści.
Król na uroczyste okazje ubierał się w ceremonialny strój. Wielkie nakrycie głowy budowano na ramie drewnianej i dekorowano różnymi materiałami, tkaninami, skórami zwierząt, jadeitem, muszlami, piórami. Strój i jego części miały znaczenie symboliczne – nakrycie głowy oraz ozdoby na piersi i u pasa przedstawiały jednego lub więcej bogów. Często król występował w skórze jaguara, a na głowie miał jego czaszkę. Po śmierci do grobu składano ciało króla przykryte maską z jadeitu .
Społeczeństwo Majów jukatańskich w okresie ostatnich kilkudziesięciu lat przed podbojem hiszpańskim składało się z wyodrębnionych warstw i grup zawodowych. Najwyższe miejsce w hierarchii społecznej zajmowała arystokracja (almehenob), z której wywodzili się władcy (halach uinic lub halach winik) oraz urzędnicy, zajmujący się administracją każdego z jukatańskich małych państw, jego stołecznego miasta i podległych mu osad. Tymi ostatnimi zarządzali namiestnicy (batabob). Z arystokracji wywodzili się wyżsi dowódcy wojskowi, przy czym głównodowodzący na Jukatanie nosił tytuł nakom, a osoba piastująca to stanowisko zmieniała się co trzy lata. Kapłani (ahkinob) dzielili się na wyższy kler (ah kin) oraz „proroków” (chilam) i ofiarników (nakom – wyrywających serca ludzkim ofiarom oraz chaak trzymających za ręce ofiary rozciągnięte na kamieniu ofiarnym). Prawdopodobnie kapłani jako grupa społeczna wśród Majów pojawili się dopiero w epoce postklasycznej, niewykluczone, że pod wpływem Tolteków. Najliczniejszą warstwę stanowili chłopi (ah chembal uinicob), których część, czasowo lub na stałe, zajmowała się rzemiosłem; istnieli też profesjonalni kupcy i inne grupy zawodowe; najniżej w hierarchii stali niewolnicy (ah pentacob), stosunkowo nieliczni, rekrutujący się głównie spośród jeńców wojennych.
Postklasyczne państwo Majów Itzá, ze stolicą w Tayasal (Nojpeten) rządzone było równocześnie przez świeckiego władcę, noszącego klasyczny tytuł ajaw, oraz najwyższego kapłana (ajk’in), obu wywodzących się z królewskiego rodu Kan Ek’. Miasto stołeczne, oraz otaczające je ziemie i osady, podzielone były na cztery części, odpowiadające stronom świata. Części te zarządzane były przez „namiestników” (ajaw b’atab) i ich zastępców (b’atab). Istotną rolę odgrywało też czternastu dostojników, noszących tytuł ach kat. Przypuszcza się, że pełnili oni pomniejsze funkcje religijne i wojskowe, związane z rekrutacją i szkoleniem młodych wojowników. Społeczeństwo Itzá podzielone było na szlachtę i poddanych. Wśród elit częsta była poligynia; niektórzy arystokraci miewali od trzech do siedmiu żon. Być może zbliżoną strukturą społeczno-polityczną cechowały się miasta Majów Chontal z dzisiejszego Tabasco. Na przykład Itzam K’anak podzielone było na cztery „ćwiartki” zarządzane przez władców zwanych ajaw, którzy podlegali z kolei najwyższemu władcy całego miasta, noszącemu ten sam tytuł.
Względnie dobrze poznana jest struktura społeczna górskich Majów w późnej epoce postklasycznej, szczególnie w odniesieniu do ludów Kicze i Kakchiquel. Na czele państwa Kicze stał król (ajpop, ahpop), rządzący każdorazowo ze swoim zastępcą (ajpop camja, ahpop camha) oraz dwoma dowódcami wojskowymi (nim rajpop achijaab). Wojownicy stanowili odrębną grupę społeczną (achij). Występował również wyspecjalizowany kler, którego najwyżsi przedstawiciele nosili tytuły ah tohil (kapłan boga Tohila), ah gucumatz (kapłan boga Gucumatz) i ah awilix (kapłan boga Awilixa). Innymi ważnymi funkcjami były urzędy naczelnego skryby i opiekuna ksiąg (aj tz’ib), specjalisty od kalendarza 365-dniowego (aj may wuj) i specjalisty od rytualnego kalendarza 260-dniowego (aj chol k’in). Elity przypisywały sobie pochodzenie od Tolteków i panowały nad podbitymi, górskimi Majami (Vukumak). Arystokracja Kicze z Utatlan podzielona była na 24 „domy” (rody patrylinearne), przypisane do 24 pałaców (nim ja) w stolicy państwa. Poddani służyli jako żołnierze i otrzymywali tytuły wojskowe za osiągnięcia w bitwach. Kupcy mieli uprzywilejowany status, ale musieli płacić daniny panom. Ponadto populacja obejmowała artystów i służbę, zaś nieliczni niewolnicy wywodzili się zarówno ze skazanych przestępców jak i jeńców wojennych niższej rangi (schwytani arystokraci byli zwykle składani w ofierze i spożywani w kanibalistycznych rytuałach).
Mimo że w odniesieniu do form organizacji politycznej nizinnych Majów używano niegdyś pojęcia imperium, w rzeczywistości tworzyli oni wyłącznie mniej lub bardziej trwałe związki miast-państw, o charakterze sojuszów wojskowych bądź zależności quasi-feudalnych (w epoce klasycznej wyrażanych zwrotem y-ajaw, „jego król”). Bezpośrednio przed hiszpańską inwazją na Jukatanie nie istniały żadne ponadlokalne struktury polityczne, choć jeszcze 100 lat wcześniej cały półwysep znajdował się pod hegemonią miasta Mayapan. Władcy Mayapanu osiedlali w swoim mieście inne majańskie rody panujące jako zakładników oraz pobierali trybut od ich wasali. Krótkotrwałe „imperium” stworzyli też górscy Majowie Kicze. Obejmowało ono ponad milion ludzi i ściągało do stolicy daniny ze znacznego obszaru, osadzało też na podbitych terytoriach garnizony wojskowe.

### Rola kobiety
Majowie tworzyli społeczeństwo patriarchalne. Wszystkie ważniejsze funkcje były zarezerwowane dla mężczyzn. Jedyne znane dotychczas przypadki sprawowania funkcji królewskiej przez kobietę miały miejsce w Tikál i Palenque, a wiązały się z problemami z objęciem tronu przez męskiego potomka poprzedniego władcy.
Rola kobiet, zwykle córek królewskich, była ważna przy zawieraniu dynastycznych sojuszy popartych dynastycznymi małżeństwami. Należy dodać, że król mógł mieć kilka legalnych małżonek, często pochodzących z różnych miast-państw.

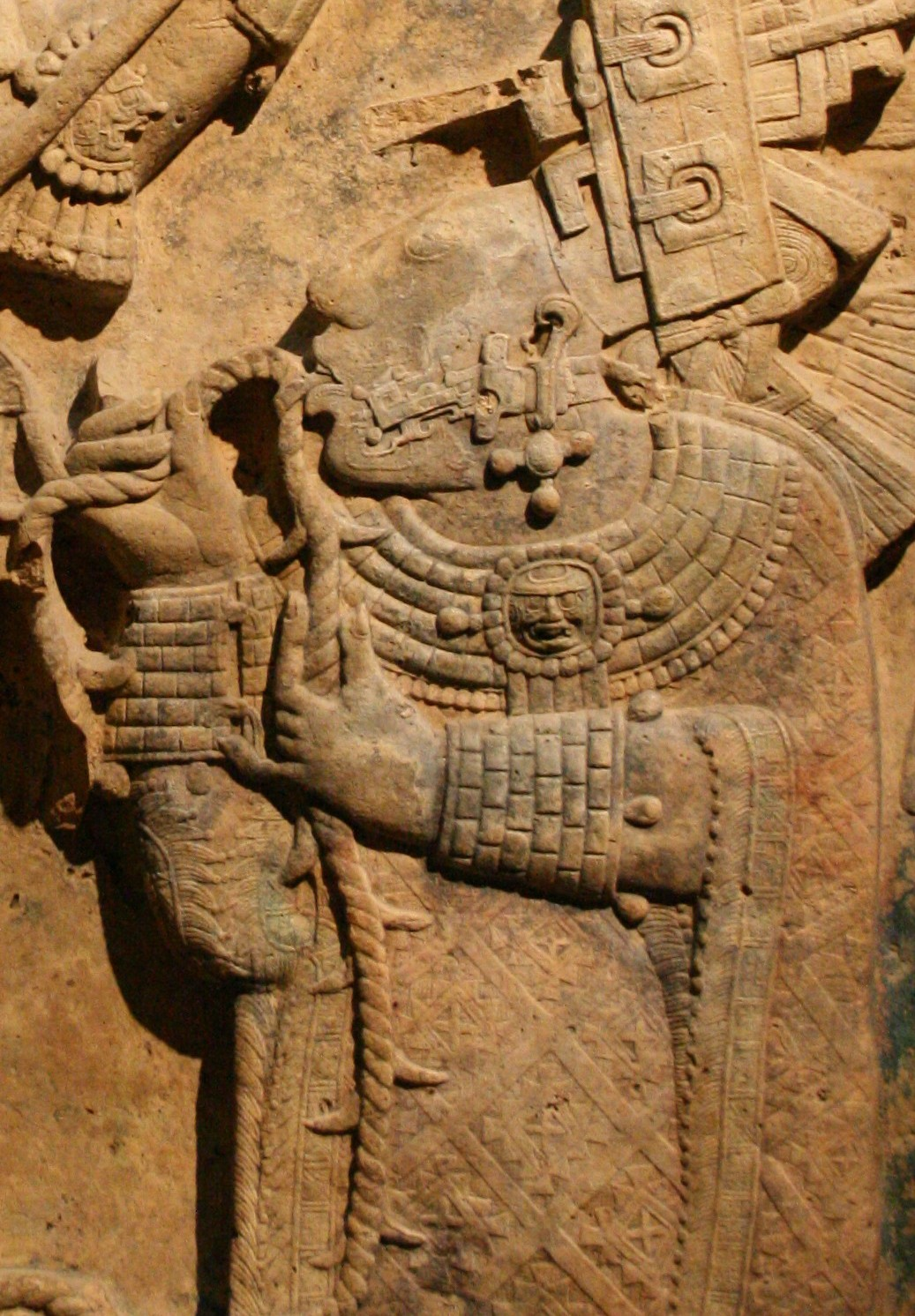
Pani Xook, królowa Yaxchilan i żona króla Itzamnaaj Bahlam III, dokonuje samoofiary – przewleka linę z cierniami przez swój język.

Przynajmniej w epoce klasycznej kobiety były dopuszczone do sztuki i nauki. Na jednym z kubków zapisano imię kobiety z najwyższej warstwy społecznej - Na Tzib Chaan, czyli Niebiańska Pani Pisarka.

## Wojna

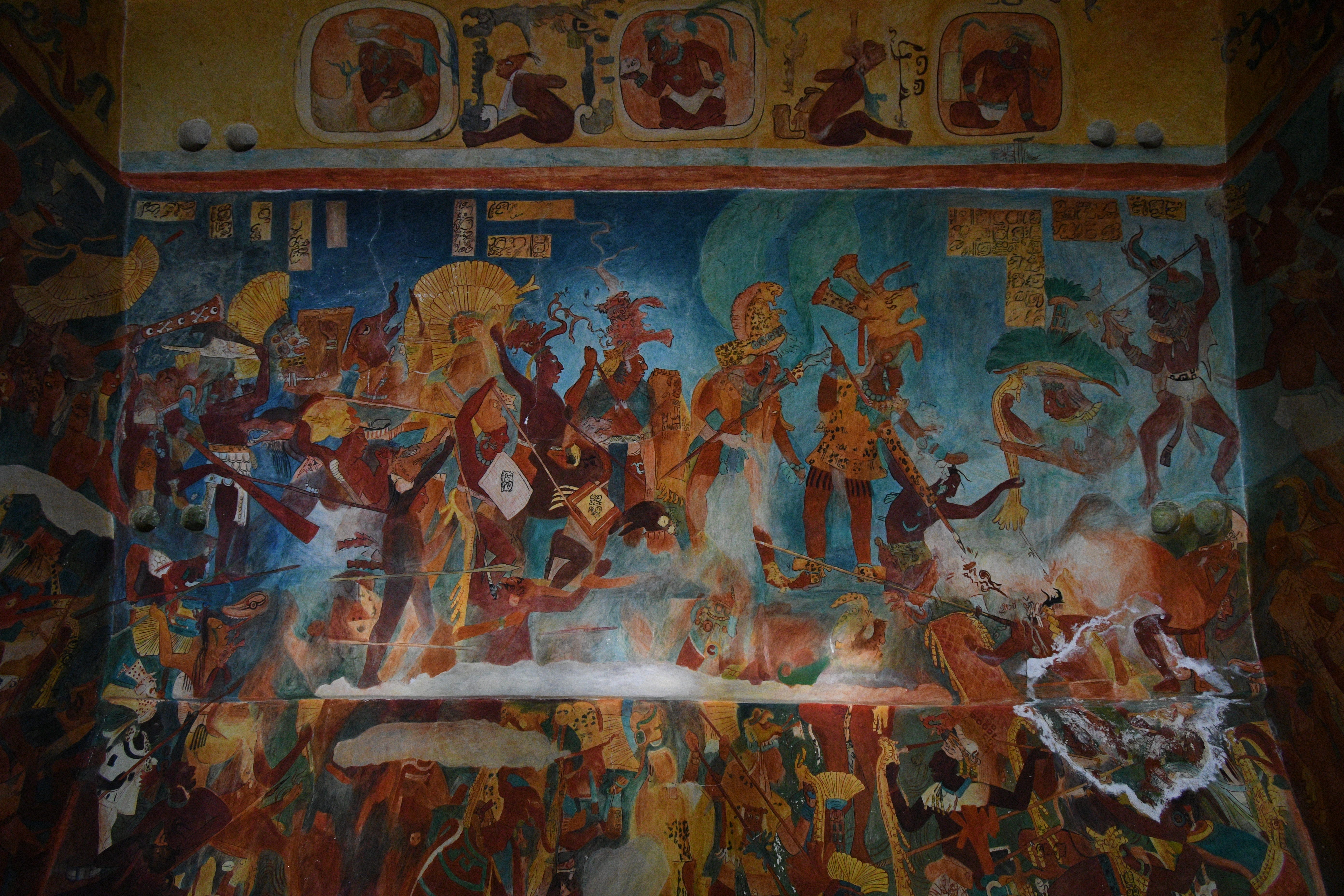
Replika klasycznego fresku z Bonampak, przedstawiająca bitwę Majów. Ozdobieni pióropuszami wojownicy uzbrojeni są we włócznie.

Wbrew opiniom lansowanym od połowy XIX wieku, popieranym zwłaszcza przez amerykańskiego badacza Erica Thompsona, Majowie nie byli ludem nastawionym pokojowo. Poszczególne miasta prowadziły ze sobą w różnych okresach wiele wojen, choć armie rzadko przekraczały liczebność kilkuset wojowników, a gęsty las podzwrotnikowy w zasadzie uniemożliwiał zastosowanie skomplikowanych manewrów taktycznych. Podobnie jak w innych kulturach Mezoameryki, bitwy Majów sprowadzały się zazwyczaj do serii potyczek między poszczególnymi wojownikami. Po wkroczeniu wrogiej armii na obce terytorium, obrońcy stosowali zasadzki i zakładali pułapki, zgodnie z zasadami walki partyzanckiej. Żołnierze Majów jukatańskich nosili nazwę holkanob („dzielni”).
W walce najczęściej używano różnego rodzaju maczet wykonanych z drewna i ostrych kawałków obsydianu, włóczni z krzemiennymi grotami, sztyletów, toporów oraz maczug. W epoce klasycznej główną bronią miotającą był miotacz oszczepów (atlatl), używano także proc. Łuk i strzały prawdopodobnie wprowadzili dopiero meksykańscy najemnicy w epoce postklasycznej na Jukatanie, zaś dmuchawki wykorzystywano głównie do polowań na zwierzęta. Uzbrojenie ochronne stanowiły pancerze z grubo pikowanej bawełny lub skór tapira oraz tarcze.
Niektóre teksty mówią o prowadzonych wielkich walkach i zdobywaniu miast, co sugeruje, że główne siły tworzyli chłopi, mobilizowani do danej kampanii. Wojny prowadzono jedynie w porze suchej, co mogło być spowodowane łatwiejszymi warunkami przebycia tropikalnych lasów, a także brakiem w tym czasie prac polowych.

## Kultura

### Pismo

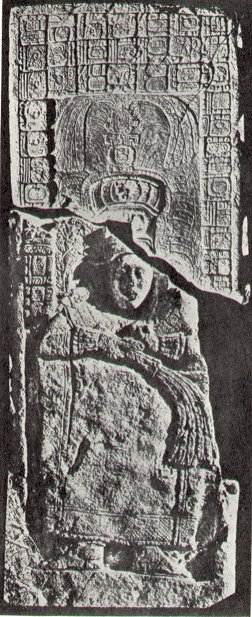
Stela z klasycznego stanowiska Piedras Negras. W górnej części widoczny tekst w języku Majów, zapisany pismem logograficznym.

Majowie na Obszarze Północnym i Centralnym pisali znakami wyrażającymi nie tylko głoski i sylaby, ale przede wszystkim pojęcia i idee, którym jednak przypisana była zwykle określona wartość fonetyczna. Z tych ostatnich można było tworzyć bardziej złożone wyrazy, korzystając z zasady rebusu. System ten miał więc charakter logograficzny sylabowy (logosylabiczny). Te same wyrazy można było często zapisać na kilka różnych sposobów – obrazkowo lub fonetycznie. I tak, imię króla Palenque Pakala, zapisywano albo jednym znakiem, wyobrażającym tarczę (pakal w języku Majów), albo zestawem trzech połączonych znaków, reprezentujących sylaby pa, ka i l(a). Z chwilą, gdy poszło w niepamięć znaczenie poszczególnych hieroglifów, pismo Majów stało się szyfrem prawie niemożliwym do odczytania, tym bardziej, że po wielu wiekach znaki, ulegając licznym przemianom, przestały być podobne do przedmiotów, które miały wyobrażać. Ewoluowało ono powoli od zapisu hieroglificznego, poprzez zapis sylabiczny w kierunku zapisu głoskowego.
Znaczenie chińskich ideogramów zachowało się dzięki ciągłości tamtejszej kultury. Egipskie hieroglify poszły w zapomnienie, ale zostały odczytane dzięki temu, że oficer napoleoński znalazł w Egipcie słynny Kamień z Rosetty, gdzie hieroglifom towarzyszyło tłumaczenie na język grecki. Przez długi czas za majański odpowiednik Kamienia z Rosetty uważano zapiski biskupa Diego de Landy, który w swoim dziele Relación de las cosas de Yucatán podał zestaw znaków uważany przezeń za alfabet Majów (tzw. „alfabet Landy”). Dziś wiadomo, że notatki de Landy były w dużej mierze błędne, co wynikło z nieporozumienia między misjonarzem a jego tubylczymi informatorami. Mimo to pismo hieroglificzne stosowane przez Majów udało się w dużej części rozszyfrować.
Skomplikowane hieroglify Majów przedstawiały przedmioty, zwierzęta, bogów itp. Prostsze znaki służyły do wyrażania przysłówków i przyimków. Ustawiając je w odpowiedniej kolejności, pisarze zapisywali krótkie zdania. Odnotowywali oni ruchy ciał niebieskich (w postaci tablic astronomicznych), ważne daty związane z cyklami kalendarzowymi, imiona bogów, przepowiednie kapłanów. W ich tekstach można również przeczytać o sojuszach, wojnach, małżeństwach między rodami królewskimi, datach śmierci i narodzin władców. Pismo Majów stało się elementem ozdobnym. Hieroglify wykuwano na płytach kamiennych stelach, ołtarzach i schodach, jak również malowano farbą na ścianach. Pismem ozdabiano też biżuterię, muszle, kości, wyroby garncarskie, drewniane sufity, ściany i framugi drzwi. Posiadali również księgi rękopiśmienne na papierze z kory drzewnej (amate) lub jeleniej skóry, w literaturze majanistycznej zwane kodeksami, choć w rzeczywistości miały charakter leporello. Majowie pisali na papierze powstałym z długich pasm kory drzewa kopo (Ficus cotinifolia) układanych na krzyż, nasączanych wodą, ubijanych i sklejanych czymś na kształt krochmalu. Tak sprasowany materiał cięto na długie pasy (nawet do kilku metrów), bielono wapnem i składano w harmonijkę. Wysokość stron wynosiła ok. 20-25 cm, a szerokość ok. połowy wysokości. Po wypolerowaniu dzielono na strony i sekcje za pomocą czerwonych linii, a w ich obrębie zaznaczano miejsca na kolumny tekstu i na obrazki. Tekst i ilustracje malowano różnokolorowymi farbami przy pomocy pędzelków. Do dziś przetrwały tylko cztery kodeksy Majów; co najmniej 27 ksiąg hieroglificznych zostało spalonych przez biskupa Diego de Landa podczas auto da fe w mieście Maní, 12 lipca 1562 roku. W 2006 roku archeolodzy ogłosili, że próbka pisma odkryta w San Bartolo (północno-wschodnia Gwatemala) jest wyraźnym dowodem na to, że Majowie pisali ponad 2300 lat temu. To kilkaset lat wcześniej niż poprzednie pismo Majów o dokładnie ustalonym wieku i 600 lat przed okresem klasycznym cywilizacji, gdy dający się odczytać system pisma wszedł w powszechne użycie.
Prawdopodobnie Majowie zamieszkujący góry Obszaru Południowego nie znali logosylabicznego pisma używanego na nizinach Chiapas, Petén i Jukatanu. Choć nie zachowały się żadne kodeksy Kicze i ich bezpośrednich sąsiadów, opisy pozostawione przez hiszpańskich misjonarzy sugerują, że rękopisy z tego regionu były ściśle piktograficzne (obrazkowe), zbliżone do analogicznych kodeksów Misteków i Azteków ze środkowego Meksyku. Jedynie do zapisu nazw geograficznych i imion własnych stopniowo wprowadzano elementy zapisu fonetycznego, w oparciu o zasadę rebusu. Dowodzą tego również meksykańskie w stylu piktogramy, znalezione na ścianach ruin miasta Majów Tzutujil w Chuitinamit; górskie stanowiska są natomiast pozbawione typowo majańskich inskrypcji hieroglificznych.
Pismo służyło głównie do sporządzania inskrypcji ku chwale władców na stelach, ścianach świątyń i piramid. Kapłani zapisywali obserwacje astronomiczne i na ich podstawie sporządzali horoskopy.

Pismem posługiwali się kapłani oraz specjalna kasta skrybów – pisarzy, należąca do warstw uprzywilejowanych. W epoce klasycznej skrybowie wywodzili się prawdopodobnie z królewskiego rodu, ale nie z linii mającej bezpośrednie prawo do tronu.

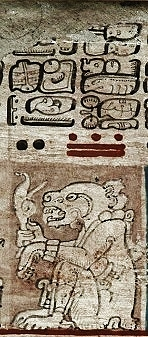
Fragment Kodeksu Drezdeńskiego – jednego z czterech zachowanych kodeksów Majów.

### Literatura Majów
Ocalałe, prekolumbijskie rękopisy Majów (Kodeks Drezdeński, Kodeks Paryski, Kodeks Madrycki i Kodeks Grolier) mają charakter podręczników astronomii lub powiązanej z nią astrologii i liturgii. Literatura Majów, którą znamy, została zredagowana przez uczonych tubylców już po podboju hiszpańskim. Bracia zakonni, których zadaniem była ewangelizacja społeczeństwa, nauczyli autochtonów pisać w językach lokalnych używając alfabetu łacińskiego. Wykształceni Indianie wykorzystali tę umiejętność do spisania tekstów w językach Majów, zwłaszcza jukateckim, kicze i kaqchikel. Niewykluczone, że część z majańskich tekstów doby wczesnokolonialnej stanowi tłumaczenie wcześniejszych kodeksów pisanych logograficznym pismem Majów, większość jednak - zwłaszcza z Obszaru Południowego, stanowi zapis wcześniejszej tradycji ustnej, zapamiętywanej i przekazywanej z pokolenia na pokolenie. Obejmuje księgi religijne (Chilam Balam, Popol Vuh), kroniki historyczne (Anales de los Cakchiqueles), poezję (Cantares de Dzitbalche), a także dramat (Rabinal Achi).

### Sztuka i architektura
W większości ośrodków Majów, zwłaszcza w okresie klasycznym, wznoszono kamienne budowle, takie jak piramidy schodkowe, zwieńczone świątyniami, pałace (niekiedy przekraczające 100 m długości), a także boiska do rytualnej gry w piłkę. Konstrukcje te najczęściej budowano wokół rozległych placów. Kolejni władcy danego miasta wznosili na nich dodatkowo rzeźbione, kamienne stele i ołtarze, upamiętniające ważne wydarzenia. Najważniejszym budulcem był wapień (po majańsku k'antuun, "żółty/cenny kamień"), lokalnie również piaskowiec (w Quirigua czy Tonina) bądź tuf wulkaniczny (w Copan). Wyjątkowo - jak w Comalcalco – budowle wznoszono z wypalanej cegły. Większość budynków pokrywano warstwą stiuku, po czym malowano, najczęściej na czerwono. Fasady zdobiono rzeźbami lub płaskorzeźbami, wykonanymi ze stiuku lub kamienia, np. przedstawiającymi stylizowane maski bogów, lub też płaskorzeźbionymi, kamiennymi panelami. Na południowych wyżynach, zdominowanych przez góry wulkaniczne, gdzie wapień nie był dostępny, piramidy wznoszono z ziemi i gliny bądź gliny zmieszanej z popiołem wulkanicznym, licowanych z zewnątrz kamiennymi otoczakami. Poszczególne regiony, a nawet miasta charakteryzowały się nieco odmiennym stylem architektury. Np. w Tikal, Naranjo i Nakum wznoszono piramidy wysokie i strzeliste, zaś w Copan i Palenque - niskie i przysadziste. W Bonampak i sąsiednich miastach częste są niskie świątynie o wysokich, strzelistych dachach, zwieńczonych skomplikowanym, kamiennym grzebieniem. Poszczególne kompleksy architektoniczne łączono drogami poprowadzonymi na podwyższonych nasypach z zaprawy i kamieni, pokrytych warstwą wapiennego tynku (tzw. sacbe).
Najwyższe piramidy Majów osiągały wysokość 70 m. Często pod nimi bądź w nich lokowano grobowce władców. Wśród Majów, jak i innych ludów Mezoameryki, częsta była praktyka nadbudowywania istniejących piramid nowymi, większymi konstrukcjami, zwłaszcza z okazji ważnych świąt lub wydarzeń politycznych. Budowle te miały ważne znaczenie symboliczne - Majowie postrzegali je jako żywe, święte góry (Witz), z których wnętrza bogowie wydobyli kukurydzę - materiał, z którego następnie ulepili ludzkie ciało. Wejścia do świątyń uważano za wejścia do jaskiń i zaświatów. Piramidom towarzyszyły niskie budynki - pałace władców i siedziby administracji. Ich połączone pomieszczenia przekryte były tzw. fałszywymi sklepieniami, tworzonymi przez kolejne warstwy bloków kamiennych, ułożonych schodkowo, aż do miejsca, w którym łączyły się razem. Umieszczane na dziedzińcach kamienne stele, pokryte reliefami i tekstami hieroglificznymi, nazywano lakamtuun ("wielki kamień").
Większość płaskorzeźb, wyjątkowo bogatych w starannie wykonane i wyrafinowane szczegóły, upamiętnia władców, sprawujących rytuały religijne. Artyści z Copan czy Tonina specjalizowali się w wykonywaniu głębokiego, niemal trójwymiarowego reliefu, artyści z Palenque zaś - niemal nieprodukujący stel -  tworzyli kamienne panele z delikatnym, płytkim reliefem i stiukowe płaskorzeźby. Artyści z Yaxchilan rzeźbili kamienne nadproża, pokryte skomplikowanymi scenami historyczno-religijnymi i tekstami hieroglificznymi. Do arcydzieł sztuki Majów należy także ceramika - bogato malowane naczynia (pokryte np. scenami mitologicznymi), figurki oraz kadzielnice, ukształtowane na wzór twarzy ludzi i bogów. Wyrafinowaną biżuterię i drobną rzeźbę wykonywano z jadeitu - były to kolczyki, paciorki, maski pogrzebowe, figurki i pektorały, pokryte delikatnymi rytami i glifami. Starannie wykonane ostrza, a także tzw. ekscentryki - narzędzia ceremonialne o kształtach antropomorficznych, zoomorficznych i geometrycznych - wytwarzano z krzemienia i obsydianu. Osiągały one nawet pół metra długości i służyły za berła noszone przez królów.

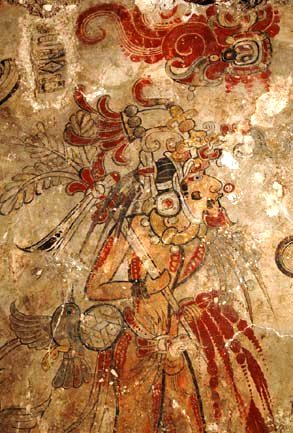
Preklasyczne malowidło Majów z San Bartolo, Gwatemala.

Malarstwo Majów przejawiało się przede wszystkim w postaci malowideł naściennych. Osiągnęło ono wysoki stopień wyrafinowania już w epoce preklasycznej. Malowidła z San Bartolo w północno-wschodniej Gwatemali powstały około 100 roku p.n.e.. Prezentują one sceny znane z młodszej o 1600 lat księgi Popol Vuh - zwabienie boga kukurydzy do zaświatów, jego śmierć i zmartwychwstanie dzięki pomocy swoich cudownie urodzonych synów. Dalszy rozwój malarstwa Majów obserwuje się w okresie klasycznym, a do szczytowych jego osiągnięć należą freski z Bonampak, na ścianach Domu 6 Morze (Wak Naab Otot). Przedstawiają one, w żywych barwach i realistycznych scenach, życie królewskiego dworu miejscowego władcy Yajaw Chaan Muwana, ich stroje, rytuały, instrumenty muzyczne, składanie trybutu, wreszcie wojnę, jeńców, tortury, ofiary z ludzi i samookaleczenie. Ich autorem jest niejaki Och, czyli "Opos" - pozostawił swój podpis na szatach jednej z namalowanych postaci. W ruinach Bonampak i Yaxchilan sygnowanych jest znacznie więcej dzieł sztuki, zarówno malowideł, jak i rzeźb, dzięki czemu ich autorzy nie pozostali anonimowi. Jednak o większości majańskich artystów okresu klasycznego nie wiemy prawie nic, nawet jeśli znamy imiona niektórych z nich. Wywodzili się oni często z królewskich rodów. W późnej epoce postklasycznej Majowie włączyli do swej sztuki elementy charakterystyczne dla centralnego Meksyku – freski ścienne o wpływach Misteków. Ostatni taki fresk powstał w Tulum około roku 1450, a więc niedługo przed konkwistą.

### Nauka

Liczby Majów

Nauka Majów, to przede wszystkim astronomia. Prowadzili precyzyjne obserwacje astronomiczne, m.in. przewidywali zaćmienia Słońca i Księżyca, wschody i zachody Wenus, wędrówkę konstelacji zodiaku przez pory roku oraz obliczyli czas obrotu Księżyca dookoła Ziemi (mierzony w dniach) z dokładnością do trzeciego miejsca po przecinku. Posługiwali się również skomplikowanymi systemami rachuby czasu. Kalendarz liturgiczny był wykorzystywany przede wszystkim do przewidywania przyszłości i określania szczęśliwych i pechowych dni dla rozpoczynania najróżniejszych przedsięwzięć, przede wszystkim prowadzenia wojen.
Majowie rozwinęli dwudziestkowy system zapisu matematycznego i wynaleźli koncepcję zera .

### Religia Majów
Religia Majów miała charakter politeistyczny. W ich wyobrażeniach świat składał się z trzech sfer - krainy podziemnej, rządzonej przez panów śmierci, krainy ziemskiej, zamieszkałej przez ludzi oraz niebios. Ziemia wyobrażana była jako rozległe pole kukurydzy, prostokątny dom lub ciało gada, np. żółwia czy krokodyla. Niebo wyobrażane było jako dwugłowy stwór. W późnych przekazach składało się ono z 13 poziomów, a rządziło nimi 13 bogów określanych wspólną nazwą Oxlahuntiku. Podziemia, znane jako Xibalba, składały się z 9 poziomów, rządzonych przez kolejnych dziewięciu bogów, określanych wspólnym mianem Bolontiku. Axis mundi w wyobrażeniach Majów, podobnie jak wielu innych mitologiach świata, stanowiło kosmiczne drzewo (wakah chan, „podniesione niebo”), łączące wszystkie sfery, którym w mistyczny sposób stawał się sam władca w czasie odpowiednich rytuałów. Na drzewie tym przesiaduje święty ptak Itzam Yeh, manifestacja najwyższego boga niebios, imieniem Itzamnaaj. Narożniki ziemi podtrzymywały cztery wcielenia boga Pawahtuun (na postklasycznym Jukatanie - Bakab), związane ze stronami świata o przypisanych kolorach - czerwonym (wschód), czarnym (zachód), białym (północ) i żółtym (południe); kolor zielony symbolizował centrum. Sam Pawahtuun (zwany w archeologii Bogiem N) wyobrażany był jako stary człowiek; pełnił również funkcję patrona skrybów.
Podobnie jak w całej Mezoameryce, również w wierzeniach Majów, bogowie stworzyli ludzi, aby ci karmili ich i oddawali im cześć. Przed obecnym istniały jeszcze co najmniej trzy inne światy, zamieszkałe przez różne istoty, niszczone przez potop i tworzone na nowo. Według Popol Vuh, zanim bogowie ulepili właściwego człowieka z kukurydzy, podejmowali jeszcze kilka innych, zakończonych niepowodzeniem prób. Najpierw stworzyli zwierzęta, nie oddawały im jednak czci, postanowili więc, że człowiek będzie mógł je zabijać i zjadać. Następnie ulepili człowieka z ziemi i gliny, potem - wciąż niezadowoleni - powołali do życia ludzi z drewna. Ci ostatni mówili i wyglądali jak współcześni ludzie, nie mieli jednak serc, nie potrafili więc oddawać czci bogom. Zostali więc zniszczeni przez potop i deszcz żywicy, zwierzęta, a nawet ich własne narzędzia. Te drewniane istoty, które uciekły przed zagładą, przemieniły się w małpy. Znaleziona we wnętrzu góry Paxil kukurydza pozwoliła wreszcie stworzyć ostatecznego, współczesnego człowieka.
Złożony panteon Majów obejmował różne bóstwa w poszczególnych częściach regionu. Za najważniejszego boga, przynajmniej na Jukatanie w okresie kolonialnym, uchodził Itzamnaaj, najwyższy pan niebios. W epoce klasycznej wyobrażano go jako władcę siedzącego na tronie i wydającego polecenia innym bogom, a także pierwszego kapłana, skrybę i uzdrowiciela. Niektóre malowidła przedstawiają go jako bezzębnego starca o zapadniętych policzkach. Jednym z wcieleń Itzamnaaj był bóg słońca, wojny i ofiar, K'inich Ajaw, wyobrażany z wydatnym nosem, wystającym z ust T-kształtnym zębem, zezem i glifem k'in ("słońce") na ciele. Ponieważ uosabiał słońce zarówno podczas dziennej (po niebie), jak i nocnej wędrówki (w zaświatach), przedstawiano go również z cechami jaguara - uszami, łapami i pazurami drapieżnika. Majowie, jako rolnicy tropikalnych, często bezwodnych terenów krasowych, szczególną cześć oddawali Chaakowi, bogu wód, deszczu, burz i piorunów. Wyobrażano go z długim nosem, kłami i małymi wężami wyślizgującymi się z ust. Pokryty łuskami tańczył i wymachiwał siekierą, uosabiającą piorun - personifikację boga K'awiila, patrona dynastii królewskich. Atrybutami tego ostatniego była jedna z nóg, zakończona wężem, oraz motyw tzw. dymiącej siekiery wystającej z czoła. Występujący w kodeksach tzw. Bóg L, kolejny bezzębny starzec o orlim nosie, okryty skóra jaguara, z długą laską i sową na ramieniu, był patronem kupców i handlu, podobnie jak znany z okresu kolonialnego na Jukatanie bóg Ek' Chuah. Niezwykle ważne miejsce w panteonie zajmował bóg kukurydzy, w epoce klasycznej zwany Ixim. Według majańskiej mitologii został on pokonany przez panów śmierci (władców Xibalba) i złożony w ofierze, a następnie cudownie zmartwychwstały dzięki swym synom - bliźniakom (w Popol Vuh są oni znani jako Hunahpu i Xbalanque, w tekstach z okresu klasycznego - Hun Ajaw i Yax Balam). Liczne były również bóstwa żeńskie, wśród których wyróżniała się bogini księżyca, miłości i płodności, wyobrażana jako młoda, piękna kobieta, siedząca na księżycowym sierpie, której towarzyszy królik. Z kolei związana z tęczą Chak Chel przedstawiana była jako bezzębna, pomarszczona staruszka - Majowie wierzyli bowiem, że tęcza pochodzi z zaświatów, zwiastując śmierć i choroby. Bardziej pozytywnych cech bogini ta nabrała dopiero w epoce postklasycznej, jako Ix Chel, patronka kobiet, porodu i dzieci. Czczono ją w sanktuariach na wyspach Cozumel i Isla Mujeres, dokąd licznie pielgrzymowały majańskie kobiety.
Dla swoich bogów Majowie budowali świątynie na szczytach piramid, gdzie składali im ofiary z kwiatów, ptasich piór, kukurydzy i innych pokarmów, a także krwawe ofiary ze zwierząt, często z ludzi. W okresie klasycznym ofiary z ludzi składano poprzez ścięcie głowy, zaś w okresie postklasycznym - wzorem kultur Wyżyny Meksykańskiej, takich jak Toltekowie i Aztekowie - poprzez rozcięcie klatki piersiowej i wyrwanie serca. Jedną z ofiar było upuszczanie sobie krwi. Krew ludzka zawierała cząstki duchowej, boskiej substancji, zwanej k'ulel. Upuszczano ją z języka lub genitaliów, np. z okazji narodziny dziecka (zwłaszcza następcy tronu), koronacji władcy, jego śmierci czy poświęcenia nowych budynków. Kluczową rolę w całym rytuale odgrywał sam król, zobowiązany do zapewniania równowagi we wszechświecie i utrzymywania kontaktu ze zmarłymi przodkami oraz bogami. Znana jest kamienna stela z reliefem przedstawiającym króla Yaxchilan – Itzamnaaj Bahlam trzyma zapaloną pochodnię nad głową swojej żony – K’abal Xook, która klęcząc przeciąga przez język sznur z kolcami. Krew spływa po sznurze nasączając zwoje papieru znajdujące się w naczyniu. Później papier palono wraz z kopalem jako pokarm bogów. Majowie wierzyli w bezpośredni kontakt ze swoimi bogami za pomocą mistycznych wizji, wywoływanych przez spożywanie halucynogenów, taniec, monotonna muzyka i, wspomniane już, upuszczanie krwi. Kontakt ten wyobrażano symbolicznie w sztuce jako tzw. węża wizji lub ceremonialne berło w kształcie dwugłowego węża.